# Bầu cử tổng thống Hoa Kỳ 1900
Cuộc bầu cử tổng thống Hoa Kỳ năm 1900 là cuộc bầu cử tổng thống bốn năm một lần lần thứ 29, được tổ chức vào thứ Ba, ngày 6 tháng 11 năm 1900. Là trận tái đấu của cuộc bầu cử năm 1896, Tổng thống đương nhiệm của Đảng Cộng hòa William McKinley đã đánh bại đối thủ từ Đảng Dân chủ của ông, William Jennings Bryan. Chiến thắng của McKinley khiến ông trở thành Tổng thống đầu tiên thắng cử 2 cuộc bầu cử liên tiếp kể từ Ulysses S. Grant vào năm 1872. Cho đến năm 1956, đây sẽ là lần cuối cùng một Tổng thống đương nhiệm của Đảng Cộng hòa tái đắc cử sau khi phục vụ đủ một nhiệm kỳ. Cuộc bầu cử này là trận tái đấu thứ 5 trong lịch sử bầu cử Tổng thống, một điều sẽ không xảy ra một lần nữa cho đến năm 1956. Đây cũng là trận tái đấu đầu tiên mà có cùng một người thắng trong cả 2 lần bầu cử.
McKinley và Bryan đều gặp phải ít sự phản đối trong đảng của họ. Mặc dù một số đảng viên Đảng Dân chủ Vàng có ý định đề cử Đô đốc hạm đội George Dewey, nhưng Bryan vẫn dễ dàng giành được đề cử tại Đại hội toàn quốc Đảng Dân chủ năm 1900 sau khi Dewey rút lui. McKinley sau đó đã được nhất trí tái đề cử tại Đại hội toàn quốc Đảng Cộng hòa năm 1900. Vì Phó Tổng thống Garret Hobart qua đời vào năm 1899, đại hội Đảng Cộng hòa đã chọn Thống đốc New York Theodore Roosevelt làm đồng tranh cử mới cùng McKinley.
Kinh tế trở nên thịnh vượng trở lại cũng như chiến thắng gần đây trong Chiến tranh Tây Ban Nha-Mỹ đã giúp McKinley giành được chiến thắng một cách dễ dàng, trong khi lập trường chống chủ nghĩa đế quốc và ủng hộ bản vị lưỡng kim của Bryan chỉ thu hút được ít sự ủng hộ. McKinley đã chiến thắng hầu hết các bang bên ngoài miền Nam và giành được 51,6% số phiếu phổ thông. Kết quả bầu cử gần giống như năm 1896, mặc dù McKinley thắng thêm một số bang miền Tây và Bryan thắng thêm Kentucky.
6 tháng sau khi nhậm chức nhiệm kỳ thứ 2, McKinley bị ám sát và Phó Tổng thống Theodore Roosevelt lên kế nhiệm và trở thành Tổng thống.

## Đề cử

### Đề cử của Đảng Cộng hòa
| Đề cử của Đảng Cộng hòa năm 1900     |                                       |
| William McKinley                     | Theodore Roosevelt                    |
| cho Tổng thống                       | cho Phó Tổng thống                    |
|                                      |                                       |
| Tổng thống Hoa Kỳ thứ 25 (1897–1901) | Thống đốc New York thứ 33 (1899–1900) |
|                                      |                                       |

926 đại biểu tham dự đại hội Đảng Cộng hòa được triệu tập tại Philadelphia từ ngày 19 đến 21 tháng 6, đã nhất trí tái đề cử Tổng thống William McKinley. Thomas C. Platt, "ông trùm chính trị" của Đảng Cộng hòa bang New York, không ưa gì Theodore Roosevelt, Thống đốc nổi tiếng của New York, dù ông cũng là một thành viên Đảng Cộng hòa. Những nỗ lực của Roosevelt nhằm cải cách nền chính trị New York - bao gồm cả cải cách Đảng Cộng hòa - đã khiến Platt và giới thượng tầng Đảng Cộng hòa ở đây đã gây áp lực buộc Tổng thống McKinley phải chấp nhận Roosevelt làm ứng cử viên Phó Tổng thống mới của ông, lấp đầy chỗ trống mà Phó Tổng thống Garret Hobart để lại sau khi qua đời năm 1899. Bằng cách bầu Roosevelt làm Phó Tổng thống, Platt sẽ loại Roosevelt khỏi chính trường bang New York. Mặc dù Roosevelt miễn cưỡng chấp nhận đề cử làm Phó Tổng thống, chức vụ mà ông coi là một chức vụ tương đối tầm thường và yếu kém, nhưng sự nổi tiếng rộng rãi của ông đối với hầu hết các đại biểu Đảng Cộng hòa đã khiến McKinley chọn ông làm đồng tranh cử mới của mình. Trớ trêu thay, vào tháng 9 năm 1901, McKinley bị ám sát và qua đời ở Buffalo, New York, Roosevelt lập tức kế nhiệm và trở thành Tổng thống - chức vụ quyền lực nhất và tất nhiên có ảnh hưởng tới chính trường tất cả các bang, gồm cả ở New York.
| Phiếu bầu ứng cử viên Tổng thống | Phiếu bầu ứng cử viên Tổng thống | Phiếu bầu ứng cử viên Phó Tổng thống | Phiếu bầu ứng cử viên Phó Tổng thống |
| -------------------------------- | -------------------------------- | ------------------------------------ | ------------------------------------ |
| William McKinley                 | 926                              | Theodore Roosevelt                   | 925                                  |
|                                  |                                  | Không bỏ phiếu                       | 1 (Theodore Roosevelt)               |

### Đề cử của Đảng Dân chủ

Áp phích chiến dịch tranh cử của ứng cử viên Đảng Dân chủ William J. Bryan

| Đề cử của Đảng Dân chủ năm 1900                |                                          |
| William Jennings Bryan                         | Adlai Stevenson                          |
| cho Tổng thống                                 | cho Phó Tổng thống                       |
|                                                |                                          |
| Dân biểu Hoa Kỳ từ Khu 1, Nebraska (1891–1895) | Phó Tổng thống Hoa Kỳ thứ 23 (1893–1897) |
| Chiến dịch                                     |                                          |

#### Ứng cử viên khác
| Các ứng cử viên được xếp theo ngày rút lui |
| George Dewey                               |
|                                            |
| Đô đốc hạm đội từ Vermont (1899–1917)      |
| RL: 17/5/1900 UHWM: 1900?                  |
| [ 2 ]                                      |

Sau khi Đô đốc hạm đội George Dewey trở về từ Chiến tranh Tây Ban Nha-Mỹ, nhiều người đề nghị ông tranh cử Tổng thống đại diện Đảng Dân chủ. Tuy nhiên, Dewey lại chót chọc giận một số người theo đạo Tin lành khi kết hôn với Mildred McLean Hazen theo Công giáo (vợ góa của Tướng William Babcock Hazen và con gái của Washington McLean, chủ báo The Washington Post) vào tháng 11 năm 1899 và tặng cho bà ngôi nhà mà đất nước đã trao thưởng cho ông nhờ công lao trong chiến tranh của mình. Việc ứng cử của ông gần như ngay lập tức bị phản đối bởi một số lời vạ miệng. Báo chí bắt đầu tấn công ông ngay lập tức sau khi ông nói rằng công việc của Tổng thống vô cùng dễ dàng, chỉ đơn thuần thi hành luật do Quốc hội ban hành và rằng ông sẽ "thực thi luật của Quốc hội một cách trung thực nhất có thể như cách ông tuân lệnh cấp trên của mình." Ngay sau đó, ông thừa nhận chưa bao giờ bỏ phiếu trong một cuộc bầu cử Tổng thống trước đây, đồng thời đề cập rằng người duy nhất mà ông sẽ bỏ phiếu nếu được sẽ là Grover Cleveland. Ông thậm chí còn bị chỉ trích nhiều hơn khi nói thẳng thắn (và sau này trở thành sự thật) với một phóng viên tờ báo rằng, "Cuộc chiến tiếp theo của chúng ta sẽ là với Đức."
Chiến dịch của Dewey sau đó còn vấp phải sự phản đối của Đảng Dân chủ Vàng (ủng hộ vàng), những người mà ban đầu ủng hộ chiến dịch của ông. Một số thậm chí còn ủng hộ Bryan (ủng hộ bạc) vì họ tin rằng ông là ứng cử viên có uy tín hơn. Ngay sau 3 ngày ứng cử, chiến dịch tranh cử của ông đã gặp trắc trở bởi những sai lầm nói trên, đã có rất nhiều tin đồn về việc Dewey sắp rút lui. Tuy nhiên, trắc trở lớn hơn hết đã xảy ra khi có thông tin giới thượng tầng Đảng Dân chủ Vermont phản đối Dewey và hoàn toàn ủng hộ Bryan. Ohio cũng ủng hộ Bryan, mặc dù có cảnh báo rằng giới thượng tầng sẽ loại bỏ vấn đề bạc ra khỏi cương lĩnh đảng. Đến ngày 5 tháng 5, John Roll McLean, anh rể và quản lý chiến dịch của Dewey, đã rút khỏi chiến dịch và được nhiều người cho là âm thầm ủng hộ Bryan. Đến ngày 17 tháng 5, Dewey nhận ra rằng có rất ít cơ hội để ông có được đủ số đại biểu ủng hộ tại các bang miền Tây và miền Nam để ngăn Bryan đạt được 2/3 số đại biểu tại đại hội đến mức nói rằng ông thậm chí còn không biết tại sao mình lại quyết định tranh cử Tổng thống; ông sau đó rút lui. Sau đó đã có đề nghị ủng hộ ông tranh đề cử làm Phó Tổng thống cùng với Bryan; tuy nhiên Dewey kiên quyết từ chối đề nghị này.
William Jennings Bryan gặp phải rất ít sự phản đối lớn sau khi Dewey rút lui. Bryan giành chiến thắng tại Đại hội toàn quốc Đảng Dân chủ năm 1900 được tổ chức tại Thành phố Kansas, Missouri, từ ngày 4 đến 6 tháng 7, giành được 936 phiếu đại biểu để giành được đề cử.
| Phiếu bầu ứng cử viên Tổng thống | Phiếu bầu ứng cử viên Tổng thống |
| -------------------------------- | -------------------------------- |
| William Jennings Bryan           | 936                              |

Các ứng cử viên chính thức hoặc được suy đoán tranh đề cử Phó Tổng thống:
| - Adlai Stevenson I, Cựu Phó Tổng thống và cựu Dân biểu từ Illinois - Charles A. Towne, Cựu Dân biểu từ Minnesota - Elliott Danforth, Cựu Chủ tịch Bang ủy Đảng Dân chủ từ New York - William Sulzer, Dân biểu từ New York - Joseph C. Sibley, Dân biểu từ Pennsylvania - Robert E. Pattison, Cựu Thống đốc từ Pennsylvania - George F. Williams, Cựu Dân biểu từ Massachusetts - James P. Tarvin, Thẩm phán từ Kentucky - George B. McClellan Jr., Dân biểu từ New York - John W. Daniel, Thượng nghị sĩ và Cựu Dân biểu từ Virginia - John J. Lentz, Dân biểu từ Ohio - Carter Harrison Jr., Thị trưởng Chicago, Illinois - John W. Keller, Ủy viên Từ thiện của Thành phố New York từ New York | - David B. Hill, Cựu Thượng nghị sĩ và cựu Thống đốc từ New York - John Walter Smith, Dân biểu từ Maryland - Jim Hogg, Cựu Thống đốc Texas - Edward Atkinson, Nhà kinh tế học và thành viên sáng lập của Liên đoàn Chống Chủ nghĩa Đế quốc Hoa Kỳ từ Massachusetts - Winfield Scott Schley, Chuẩn đô đốc Hải quân Hoa Kỳ từ Maryland - Henry Clay Caldwell, Thẩm phán liên bang từ Arkansas - Alton B. Parker, Chánh án Tòa án Phúc thẩm từ New York - Benjamin F. Shively, Cựu Dân biểu từ Indiana - George Dewey, Đô đốc hạm đội từ Vermont - William Randolph Hearst, Trùm tư bản từ New York - William Frederick "Buffalo Bill" Cody, chiến sĩ, thợ săn bò rừng và vũ công nam từ Colorado - Augustus Van Wyck, Cựu Thẩm phán Tòa án bang từ New York |

| Phiếu bầu ứng cử viên Phó Tổng thống | Phiếu bầu ứng cử viên Phó Tổng thống | Phiếu bầu ứng cử viên Phó Tổng thống |
| Lần bỏ phiếu                         | 1 (trước khi Đại hội làm việc)       | 1 (sau khi Đại hội làm việc)         |
| ------------------------------------ | ------------------------------------ | ------------------------------------ |
| Adlai E. Stevenson                   | 559,5                                | 936                                  |
| David B. Hill                        | 200                                  | 0                                    |
| Charles A. Towne                     | 89,5                                 | 0                                    |
| Abraham W. Patrick                   | 46                                   | 0                                    |
| Julian Carr                          | 23                                   | 0                                    |
| John Walter Smith                    | 16                                   | 0                                    |
| Elliott Danforth                     | 1                                    | 0                                    |
| Jim Hogg                             | 1                                    | 0                                    |

### Đề cử của Đảng Nhân dân (Đảng Dân túy)
Là đảng lớn thứ ba trên toàn quốc, Đảng Dân túy đã đưa ra quyết định vào năm 1896 để từng bước "liên minh" với Đảng Dân chủ ở cấp quốc gia bằng cách ủng hộ ứng cử viên Tổng thống của Đảng Dân chủ - dù sẽ giữ ảnh hưởng của mình bằng cách đề cử một ứng cử viên của riêng mình cho vị trí Phó Tổng thống. Ở cấp tiểu bang, các Đảng Dân túy cấp địa phương được tự do hoạt động theo cách của riêng họ. Ở các bang vùng Bình nguyên, Đảng Dân túy liên minh với Đảng Dân chủ, và ở một số bang thì đã hoàn toàn sáp nhập vào đảng này. Ở miền Nam, Đảng Dân túy liên minh với Đảng Cộng hòa. Kết quả, mặc dù Bryan thất cử, Đảng Dân túy đã có thêm nhiều Dân biểu thắng cử vào Quốc hội, từ 10 lên 26. Tuy nhiên, ở một số bang miền Nam, cơ quan lập pháp do Đảng Dân chủ kiểm soát bắt đầu thông qua một loạt luật nhằm tước quyền bầu cử của cử tri da đen - khối cử tri lớn ủng hộ Đảng Dân túy. Động thái này đã gây ra nhiều hậu quả, như trong cuộc bầu cử giữa kỳ năm 1898, số Dân biểu của Đảng Dân túy tại Hạ viện đã giảm xuống còn 9, mức thấp nhất kể từ khi thành lập đảng.
Cách Đảng Dân chủ đối xử với Đảng Dân túy đã dẫn đến sự chia rẽ trong nội bộ đảng này. Vào ngày 17 tháng 5 năm 1899, giới thượng tầng Đảng Dân túy đã gặp nhau tại St. Louis và đưa ra một bài phát biểu thành lập phái "Trung lộ", ngăn chặn nỗ lực hợp nhất 2 đảng. Tuyên bố chủ yếu nhắm vào chủ tịch toàn quốc của đảng, Thượng nghị sĩ Hoa Kỳ Marion Butler từ Bắc Carolina, người được bầu vào Thượng viện thông qua liên minh với Đảng Cộng hòa Bắc Carolina, và đang nỗ lực vận động Đảng Dân túy tái ủng hộ đề cử của William J. Bryan trong cuộc bầu cử này. Trong khi đó, phái "Liên minh" bắt đầu phản công từ đầu năm 1900. Nơi đầu tiên xuất hiện biểu hiện của sự chia rẽ là ở Đảng Dân túy Nebraska trong đại hội cấp bang vào ngày 19 tháng 3. Cả 2 phái đều cử đại biểu tham dự đại hội toàn quốc, dự kiến diễn ra ở Cincinnati. Cuối cùng, phái "Liên minh" đã quyết định tổ chức riêng một đại hội toàn quốc khi rõ rằng Đảng Dân túy Ohio không ủng hộ phái "Liên minh" và đang nỗ lực tổ chức một đại hội nhằm không ủng hộ đề cử của Bryan mà là đề cử một liên danh riêng của mình.

#### Đề cử của Đảng Nhân dân phái "Liên minh"
| Đề cử của Đảng Nhân dân phái "Liên minh" năm 1900 |                                          |
| William Jennings Bryan                            | Adlai Stevenson                          |
| cho Tổng thống                                    | cho Phó Tổng thống                       |
|                                                   |                                          |
| Dân biểu Hoa Kỳ từ Khu 1, Nebraska (1891–1895)    | Phó Tổng thống Hoa Kỳ thứ 23 (1893–1897) |
| Chiến dịch                                        |                                          |

Đại hội toàn quốc của phái "Liên minh" được triệu tập ở ngay phía tây Sioux Falls, Nam Dakota vào ngày 9 tháng 5 và nhất trí đề cử Bryan làm Tổng thống. Charles Towne, lãnh đạo của Đảng Cộng hòa Bạc, gần như được nhất trí ủng hộ đề cử làm đồng tranh cử của ông, chỉ vấp phải sự phản đối nhỏ từ Dân biểu John Lentz từ Ohio. Tuy nhiên, cuối cùng thì Adlai Stevenson lại giành được đề cử Phó Tổng thống của Đảng Dân chủ thay vì Towne, Towne sau đó rút lui, và sau đó phái "Liên minh" quyết định ủng hộ Stevenson.

#### Đề cử của Đảng Nhân dân phái "Trung lộ"
| Đề cử của Đảng Nhân dân phái "Trung lộ" năm 1900 |                                            |
| Wharton Barker                                   | Ignatius Donnelly                          |
| cho Tổng thống                                   | cho Phó Tổng thống                         |
|                                                  |                                            |
| Nhà tài chính và nhà xuất bản từ Pennsylvania    | Dân biểu của Hạ viện Minnesota (1897–1898) |

Gặp nhau tại Cincinnati, Ohio, phe "Trung lộ" đã thông qua một cương lĩnh kêu gọi tạo ra tiền định danh, gia tăng quyền sở hữu của chính phủ đối với các ngành công nghiệp chủ chốt và thành lập các vùng đặc quyền kinh tế. Doanh nhân Wharton Barker được đề cử làm Tổng thống, trong khi Dân biểu Ignatius Donnelly được chọn đồng tranh cử cùng ông.
| Phiếu bầu ứng cử viên Tổng thống | 1     | 2   | Phiếu bầu ứng cử viên Phó Tổng thống | 1   |
| -------------------------------- | ----- | --- | ------------------------------------ | --- |
| Wharton Barker                   | 314,4 | 370 | Ignatius L. Donnelly                 | 715 |
| Milford W. Howard                | 326,6 | 336 |                                      |     |
| Ignatius L. Donnelly             | 70    | 7   |                                      |     |
| Khác                             | 3     | 2   |                                      |     |

### Đảng nhỏ

#### Đề cử của Đảng Dân chủ Xã hội
| Đề cử của Đảng Dân chủ Xã hội năm 1900     |                       |
| Eugene Debs                                | Job Harriman          |
| cho Tổng thống                             | cho Phó Tổng thống    |
|                                            |                       |
| Thượng nghị sĩ bang từ Indiana (1885–1889) | Luật sư từ California |

Tổ chức Dân chủ Xã hội Hoa Kỳ được thành lập vào tháng 6 năm 1897 và sau đó được đổi tên thành Đảng Dân chủ Xã hội Hoa Kỳ vào năm 1898 khi Đảng Lao động Xã hội Hoa Kỳ đang gặp lục đục nội bộ. James F. Carey, thành viên của hội đồng thành phố Haverhill, Massachusetts, đã bị khai trừ khỏi Đảng Lao động Xã hội. Sau đó, Eugene V. Debs, Carey và Sylvester Keliher thành lập Đảng Dân chủ Xã hội. Carey và Louis M. Scates được bầu vào Hạ viện Massachusetts trong khi John C. Chase được bầu làm thị trưởng Haverhill. Victor L. Berger, lãnh đạo đảng ở Milwaukee, Wisconsin, và một nhóm ứng cử viên của đảng đã nhận được gần 6% số phiếu bầu trong cuộc bầu cử năm 1898. 20 thành viên đã đắc cử vào các văn phòng vào năm 1900.
Morris Hillquit và các thành viên phe cánh của ông, được gọi là phái Kangaroo trong Đảng Lao động Xã hội đang cố gắng lật đổ Daniel De Leon khỏi vị trí lãnh đạo đảng tại đại hội năm 1899. Phái Kangaroo đã thất bại cay đắng trước De Leon và bị khai trừ khỏi đảng nên họ đã tự thành lập một Đảng Lao động Xã hội của riêng họ. Họ đề cử Job Harriman làm Tổng thống và Max S. Hayes làm Phó Tổng thống mặc dù họ không có ý định tranh cử trong cuộc bầu cử năm 1900 và thay vào đó chỉ dùng nó như một cách thỏa hiệp với Đảng Dân chủ Xã hội Hoa Kỳ.
Đảng Dân chủ Xã hội ban đầu được mời tham dự đại hội của phái Kangaroo, nhưng họ từ chối dù Đảng Dân chủ Xã hội ủng hộ sự hợp nhất của 2 đảng. Dẫu vậy, Ban Chấp hành Đảng Dân chủ Xã hội vẫn cho phép phái Kangaroo cử đại biểu tham dự đại hội toàn quốc của họ. Phái Kangaroo đã thông qua một nghị quyết ủng hộ sự hợp nhất và thành lập một ủy ban thống nhất. 67 đại biểu từ 32 bang được triệu tập tại đại hội năm 1900 và bỏ phiếu ủng hộ Debs làm Tổng thống. Hayes và Harriman đều tranh đề cử Phó Tổng thống và Harriman đã giành được nó.
Ban Chấp hành tuyên bố vào ngày 12 tháng 5 năm 1900 rằng họ sẽ không ủng hộ việc hợp nhất với phái Kangaroo sau khi cáo buộc họ quá giáo điều và cản trở một cuộc bỏ phiếu về vấn đề hợp nhất. Dẫu vậy, khi Ủy ban Thống nhất phái Kangaroo đã gửi phiếu bầu cho các thành viên của cả 2 đảng thì cả 2 đều bỏ phiếu ủng hộ sự hợp nhất. Phái Kangaroo đồng ý đề cử Debs và Harriman làm liên danh của họ và Debs đã chấp nhận vào ngày 31 tháng 7. Debs và George D. Herron bắt đầu chiến dịch tranh cử cho đảng vào ngày 29 tháng 9, tại Music Hall ở Chicago. Debs đã nhận được 87.945 phiếu bầu với số phiếu ủng hộ lớn nhất đến từ New York và Illinois. Số phiếu bầu Debs nhận được ở Chicago nhiều gấp 10 lần số phiếu của Đảng Lao động Xã hội nhận được trong cuộc bầu cử năm 1896. Debs đã nhận được nhiều phiếu bầu hơn bất kỳ liên danh Tổng thống nào từ Đảng Lao động Xã hội. Phái Kangaroo và Đảng Dân chủ Xã hội sau đó hợp nhất và trở thành Đảng Xã hội Hoa Kỳ vào năm 1901.

#### Đề cử của Đảng Cấm rượu
| Đề cử của Đảng Cấm rượu năm 1900            |                                                 |
| John Woolley                                | Henry Metcalf                                   |
| cho Tổng thống                              | cho Phó Tổng thống                              |
|                                             |                                                 |
| Biên tập viên của The New Voice từ Illinois | Thượng nghị sĩ bang từ Rhode Island (1885–1886) |

##### Ứng cử viên khác
| Các ứng cử viên được xếp theo số phiếu bầu nhận được từ các đại biểu |                                                  |
| Silas C. Swallow                                                     | Hale Johnson                                     |
|                                                                      |                                                  |
| Nhà truyền giáo Giám lý từ Pennsylvania                              | Thị trưởng Newton, Illinois (???–???)            |
| 320 phiếu                                                            | RL: trước lần bỏ phiếu đầu tiên (ủng hộ Woolley) |

Đảng Cấm rượu đã họp tại Chicago, Illinois vào ngày 28 tháng 6 để đề cử liên danh của họ. Hale Johnson, người từng là ứng cử viên Phó Tổng thống của đảng vào năm 1896, đã rút lui ngay trước khi cuộc bỏ phiếu bắt đầu. John G. Woolley đã được đề cử trong lần bỏ phiếu đầu tiên, với Henry B. Metcalf từ Rhode Island được đề cử làm đồng tranh cử cùng ông thời gian ngắn sau đó.
| Phiếu bầu ứng cử viên Tổng thống | 1   | Phiếu bầu ứng cử viên Phó Tổng thống | 1   |
| John G. Woolley                  | 380 | Henry B. Metcalf                     | 349 |
| Silas C. Swallow                 | 320 | Thomas Carskadon                     | 132 |
| Không bỏ phiếu                   | 35  | EL Eaton                             | 113 |
|                                  |     | Không bỏ phiếu                       | 141 |
| -------------------------------- | --- | ------------------------------------ | --- |

#### Đề cử của Đảng Cộng hòa Lincoln
| Đề cử của Đảng Cộng hòa Lincoln năm 1900       |                                          |
| William Jennings Bryan                         | Adlai Stevenson                          |
| cho Tổng thống                                 | cho Phó Tổng thống                       |
|                                                |                                          |
| Dân biểu Hoa Kỳ từ Khu 1, Nebraska (1891–1895) | Phó Tổng thống Hoa Kỳ thứ 23 (1893–1897) |
| Chiến dịch                                     |                                          |

Đảng Cộng hòa Lincoln, trước đây có tên là Đảng Cộng hòa Bạc, đến năm 1900 đã nhận ra rằng vấn đề bản vị lưỡng kim đã hạ nhiệt và vấn đề chủ nghĩa đế quốc đang ngày càng nóng lên, và họ hy vọng rằng một cương lĩnh đa dạng phù hợp với các giáo lý mà Abraham Lincoln ủng hộ sẽ giúp Đảng phát triển mạnh hơn chỉ là một vấn đề bạc tự do.
Đảng Cộng hòa Lincoln triệu tập tại Thành phố Kansas, Missouri, cùng lúc và cùng nơi với Đại hội toàn quốc Đảng Dân chủ. Cam kết ủng hộ William Jennings Bryan tranh cử Tổng thống, mục đích chính của nhiều đại biểu tham dự là thúc đẩy Đảng Dân chủ đề cử Chủ tịch toàn quốc Charles Towne cho chức Phó Tổng thống, một nỗ lực ban đầu được Đảng Dân túy phái "Liên minh" ủng hộ. Thật không may cho những người ủng hộ Towne, những nỗ lực này có thể đã không có tác dụng, khi khối đại biểu từ miền Nam không ủng hộ ông. Cuối cùng, trong lần bỏ phiếu quyết định, Towne đứng thứ 3, với Adlai Stevenson giành chiến thắng.
Việc Stevenson, người trước đây từng giữ chức Phó Tổng thống dưới thời Grover Cleveland, được đề cử, đã khiến nhiều thành viên Đảng Cộng hòa Lincoln tham dự phẫn nộ, và nhiều nỗ lực vô cùng sau đó nhằm đề cử Charles Towne tranh cử Phó Tổng thống đã xuất hiện. Chỉ cho đến khi chính Charles Towne phát biểu tại đại hội thì sự hỗn loạn mới nguôi ngoai. Từ chối tranh cử, Towne cầu xin các đại biểu có mặt chấp nhận và ủng hộ liên danh của Đảng Dân chủ, ngụ ý rằng Bryan mới làn nhân tố chính và phần lớn Cương lĩnh Đảng Dân chủ phù hợp với Đảng Cộng hòa Lincoln. Những người khác, chẳng hạn như Thượng nghị sĩ Fred Dubois, Thượng nghị sĩ Henry Teller và John Shafroth đã có những bài phát biểu tương tự kêu gọi ủng hộ Bryan và Stevenson. Sau cùng, một ủy ban được chọn lọc thành viên đã chính thức tán thành đề cử Phó Tổng thống của Adlai Stevenson.

#### Đề cử của Liên đoàn Chống Chủ nghĩa đế quốc
| Đề cử của Liên đoàn Chống Chủ nghĩa đế quốc năm 1900 |                                          |
| William Jennings Bryan                               | Adlai Stevenson                          |
| cho Tổng thống                                       | cho Phó Tổng thống                       |
|                                                      |                                          |
| Dân biểu Hoa Kỳ từ Khu 1, Nebraska (1891–1895)       | Phó Tổng thống Hoa Kỳ thứ 23 (1893–1897) |
| Chiến dịch                                           |                                          |

Liên đoàn Chống Chủ nghĩa đế quốc Hoa Kỳ được thành lập vào năm 1898 để phản đối thương vụ mua Quần đảo Philippine, coi thương vụ này vi phạm quy tắc "sự đồng ý của người bị trị". Mặc dù không chính thức là một đảng phái chính trị, nhưng đã tồn tại một phong trào trong Liên đoàn nhằm đề cử một liên danh riêng biệt trên cương lĩnh tập trung vào vấn đề chống chủ nghĩa đế quốc hoặc ít nhất là ủng hộ một ứng cử viên tổng thống từ Đảng Cộng hòa hoặc Đảng Dân chủ mà bản thân họ chống lại chủ nghĩa đế quốc. Tuy nhiên, sau khi McKinley và Bryan được đề cử, tranh luận đã bùng nổ về việc có nên tán thành Bryan và Cương lĩnh Đảng Dân chủ hay không; trong khi đó, nhiều đảng viên Đảng Cộng hòa và Đảng Dân chủ Vàng lại cảm thấy với các triết lý chính trị của Liên đoàn rất phù hợp với triết lý của họ (trừ việc tố cáo chủ nghĩa đế quốc); đến tháng 7, một số người thậm chí còn có ý định ủng hộ McKinley vào tháng 11. Cuối tháng đó, Đại hội toàn quốc được triệu tập ở Indianapolis vào ngày 15 tháng 8 đẻ quyết định ủng hộ hoặc tự đề cử một liên danh riêng cho cuộc tổng tuyển cử. Các cuộc tranh luận đã bùng nổ với sự tham gia Đảng Dân chủ Quốc gia về khả năng liên minh đề cử một liên danh duy nhất, nhưng điều này đã bị ủy ban toàn quốc của đảng bác bỏ. Sau đó, những cái tên được thảo luận cho đề cử Tổng thống bào gồm cựu Chủ tịch Hạ viện Thomas Reed, cựu Ngoại trưởng Richard Olney, cựu Thống đốc bang Massachusetts George Boutwell, và cựu Thượng nghị sĩ John Henderson.
Ngay từ đầu, những xu hướng này có lợi cho Bryan, với việc Chủ tịch thường trực George Boutwell phát biểu tại đại hội và kêu gọi ủng hộ Đảng Dân chủ, sau đó là các bài phát biểu của cựu Tướng John Beatty, Edgar Bancroft và Gamaliel Bradford. Tuy nhiên, nghị quyết tán thành Bryan đã vấp phải tranh cãi kéo dài với phe cánh ủng hộ đề cử một liên danh riêng do Thomas Osborne lãnh đạo. Osborne và phe cánh của ông nói rằng nhiều người chống chủ nghĩa đế quốc sẽ không sẵn sàng bỏ phiếu cho Bryan hoặc ủng hộ Cương lĩnh Đảng Dân chủ, và Đảng sẽ thu hút được nhiều phiếu bầu hơn nếu họ đề cử một ứng cử viên của riêng họ. Charles Codman, tác giả của nghị quyết, và Edwin Burritt Smith phản đối rằng cử tri sẽ ít để ý tới các vấn đề ngoài vấn đề chủ nghĩa đế quốc, và nên tận dụng mọi cơ hội để đưa một người chống chủ nghĩa đế quốc lên nắm quyền. Trong một lần bỏ phiếu, Cương lĩnh của Liên đoàn được thông qua, ủng hộ liên danh Bryan/Stevenson. Osborne và những người muốn đề cử một liên danh riêng sau đó rời đảng và gia nhập Đảng Quốc gia, đang chuẩn bị tổ chức đại hội gần đó.

#### Đề cử của Đảng Quốc gia
| Đề cử của Đảng Quốc gia năm 1900                            |                                                     |
| Donelson Caffery                                            | Archibald Howe                                      |
| cho Tổng thống                                              | cho Phó Tổng thống                                  |
|                                                             |                                                     |
| Thượng nghị sĩ Hoa Kỳ từ Louisiana (1892–1901) TCTC : 21/09 | Luật sư và nhà sử học từ Massachusetts TCTC : 22/09 |

Đảng Quốc gia được hình thành từ phong trào ủng hộ đề cử một liên danh riêng trong Liên đoàn Chống Chủ nghĩa đế quốc. Giai đoạn đầu của sự hình thành đảng xuất phát từ thất bại của đảng viên Liên đoàn, do Thomas Osborne và John Jay Chapman lãnh đạo, trong việc thuyết phục Đảng Dân chủ Quốc gia đề cử hoặc ủng hộ một liên danh. Một tuyên bố sau đó được các đại biểu Liên đoàn từ New York đưa ra, tố cáo cả hai đảng Cộng hòa và Dân chủ, ủng hộ nền độc lập của Philippines và Porto Rico, ủng hộ chế độ bản vị vàng và một hệ thống ngân hàng lớn mạnh, kêu gọi bãi bỏ những đặc quyền đặc biệt và yêu cầu cải cách dịch vụ công. Họ cũng tổ chức một đại hội toàn quốc từ ngày 14 đến ngày 15 tháng 8, gần Đại hội toàn quốc Liên đoàn được tổ chức từ ngày 15 tháng 8 đến ngày 16 tháng 8.
Khi các đại biểu đến Indianapolis, mọi người dự định rằng Liên đoàn sẽ đề cử một liên danh riêng và Đảng Quốc gia sẽ ủng hộ liên danh của Liên đoàn. Tuy nhiên, vấn đề trở nên rõ ràng khi Liên đoàn có ý ủng hộ Bryan và đang chuẩn bị quyết định ủng hộ ông. Những đại biểu của Liên đoàn liên minh với Đảng Quốc gia sau đó đã rời khỏi đảng và tiến hành bầu Thomas Osborne làm Chủ tịch Thường trực của Đại hội, kêu gọi tổ chức một đại hội toàn quốc mới vào ngày 5 tháng 9. Người ta tuyên bố rằng vào thời điểm đó, các đại biểu có ý mời Moorfield Storey chấp nhận đề cử Tổng thống của Đảng Quốc gia, nhưng Storey đã từ chối và cuối cùng đã chọn tranh cử tại khu 11, Massachusetts; trong khi đó, William Jackson Palmer ban đầu được gợi ý cho vị trí đề cử Phó Tổng thống nhưng ông cũng từ chối lời gợi ý này.
Đại hội triệu tập tại Carnegie Hall (sau đó là Chamber Music Hall) vào ngày 5 tháng 9, Đảng Quốc gia chính thức được thành lập, ứng cử viên Thượng nghị sĩ Donelson Caffery từ Louisiana được đề cử làm Tổng thống và nhà sử học Archibald Howe của Massachusetts cho Phó Tổng thống. Mặc dù có một số lo ngại về việc liệu Caffery có chấp nhận đề cử nếu được đề nghị hay không, Osborne tuyên bố rằng ông đã liên lạc với Caffrey và rằng ông vừa có thiện cảm với Đảng Quốc gia vừa sẵn sàng trở thành ứng cử viên cho chức Tổng thống của họ. Cương lĩnh của đảng gần như giống với cương lĩnh do ủy ban Liên đoàn soạn hồi tháng 7. Mục đích duy nhất của đảng chỉ dừng lại ở việc chia phiếu bầu của McKinley và Bryan.
Thật không may cho Đảng Quốc gia, Thượng nghị sĩ Cafferty từ chối tranh cử chỉ vài tuần sau đó, dẫn đến một cuộc tranh luận mà Arthur Briggs Farquhar, chủ sở hữu của Công trình Nông nghiệp Pennsylvania, được coi là người có thể thay thế ông. Một ngày sau, ngày 21 tháng 9, chi ủy Đảng ở Massachusetts bỏ phiếu giải tán đảng.

#### Đề cử khác
Đảng Cải cách Liên minh đã đề cử Seth H. Ellis của Ohio làm Tổng thống và Samuel T. Nicholson làm Phó Tổng thống.
Đảng Cơ đốc Thống nhất đã đề cử Jonah FR Leonard làm Tổng thống và David H. Martin làm Phó Tổng thống. Ban đầu, đảng đã đề cử Silas C. Swallow làm Tổng thống và John G. Woolley làm Phó Tổng thống, nhưng cả hai người đều từ chối, thay vào đó họ chọn tranh đề cử của Đảng Cấm rượu (mà Woolley là người chiến thắng).

## Tổng tuyển cử

### Chiến dịch

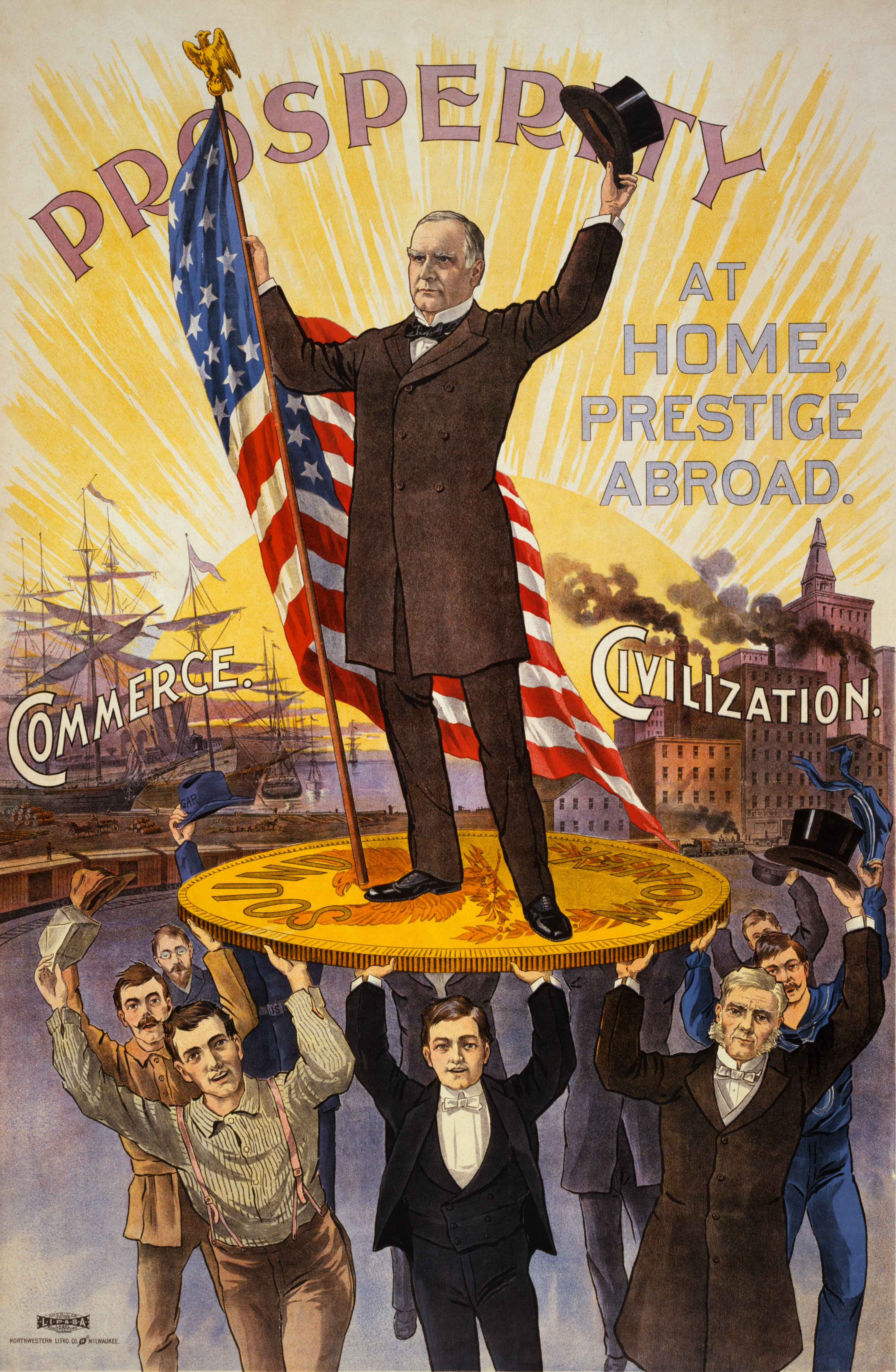
McKinley vận động trên đồng tiền vàng (tức bản vị vàng) với sự hỗ trợ của binh lính, doanh nhân, nông dân và giới chuyên môn, tuyên bố sẽ khôi phục lại sự thịnh vượng trong nước và chiến thắng trên chiến trường

Nền kinh tế đang phát triển thịnh vượng vào năm 1900, vì vậy khẩu hiệu của Đảng Cộng hòa là "Bốn năm nữa với một bữa tối đầy đủ", kết hợp với chiến thắng trong của Hoa Kỳ trong Chiến tranh Tây Ban Nha-Mỹ năm 1898, đã hấp dẫn cử tri hơn bao giờ hết. Teddy Roosevelt đã trở thành một anh hùng dân tộc khi từng chiến đấu ở Cuba, hơn nữa ông còn là một phát ngôn viên nổi tiếng đại diện đảng Cộng hòa. Roosevelt tỏ ra rất năng nổ và là đối thủ xứng tầm với phong cách vận động tranh cử sôi nổi của William Jennings Bryan. Roosevelt phát biểu nhiều nơi, miêu tả là McKinley là người đã mang lại hòa bình và thịnh vượng cho đất nước và xứng đáng được tái đắc cử. Trong một chiến dịch vận động tranh cử thần tốc, Roosevelt đã có 480 điểm dừng để phát biểu ở 23 bang. Trong các bài phát biểu của mình, ông liên tục lập luận rằng cuộc chiến là chính đáng, đã giải phóng người Cuba và người Philippines khỏi chế độ chuyên chế của Tây Ban Nha:
Bốn năm trước, đất nước này trở nên bất an hơn hết vì ngay trước ngưỡng cửa nhà chúng ta, một hòn đảo Bắc Mỹ đang quằn quại trong đau đớn ghê tởm dưới một chế độ chuyên quyền tồi tệ hơn cả thời Trung cổ. Tình hình ở Cuba tồi tệ đến mức chúng ta không còn có thể giữ im lặng và giữ được một chút lòng tự trọng nào nữa... Chúng ta buộc phải rút kiếm và tiến hành cuộc chiến tranh ngoại giao chính đáng và thành công rực rỡ nhất mà thế hệ này từng chứng kiến.

Chiến dịch của Bryan dựa trên vấn đề chính của chiến dịch năm 1896: Bạc tự do. Chiến dịch đã không thành công trong cuộc bầu cử này vì sự thịnh vượng kinh tế đã thay thế tình trạng suy thoái trầm trọng và McKinley có công trong việc này. Ngay cả những người ủng hộ bạc nhằm mở rộng nguồn cung tiền để nâng giá cũng phải thừa nhận rằng một lượng lớn vàng mới đang chảy vào nền kinh tế thế giới, và tình trạng giảm phát (tức là giá cả giảm) không còn là mối đe dọa với nền kinh tế nữa. Vấn đề lớn thứ 2 mà Bryan hướng đến là tấn công chủ nghĩa đế quốc của McKinley; Bryan ủng hộ chiến tranh nhưng phản đối việc sáp nhập Philippines. Ông nói McKinley chỉ đơn giản là thay thế chế độ chuyên chế độc ác của Tây Ban Nha bằng chế độ tàn ác của Mỹ. Bryan đặc biệt gay gắt khi chỉ trích nỗ lực đẫm máu của quân đội Mỹ nhằm trấn áp một cuộc nổi dậy của quân du kích Philippines. Vấn đề này lôi kéo được nhiều người trước đây phản đối Bryan, đặc biệt là những người Đức ủng hộ "tiền cứng", các cựu đảng viên Đảng Dân chủ Vàng và những người chống chủ nghĩa đế quốc như Andrew Carnegie.
Cả 2 ứng cử viên đều tái sử dụng kỹ thuật tranh cử vào năm 1896, với việc McKinley một lần nữa vận động "trước hiên nhà" từ Canton, Ohio. Vào đỉnh điểm của chiến dịch, ông đã chào đón 16 phái đoàn và 30.000 người ủng hộ cổ vũ trong 1 ngày. Trong khi đó, Bryan lại bắt đầu hành trình, di chuyển 18.000 dặm tới hàng trăm cuộc biểu tình khắp miền Trung Tây và Đông. Lần này, ông còn có đối thủ hùng biện khác là Theodore Roosevelt, người đã vận động hăng hái không kém ở 24 bang, với quãng đường 21.000 dặm bằng tàu hỏa.

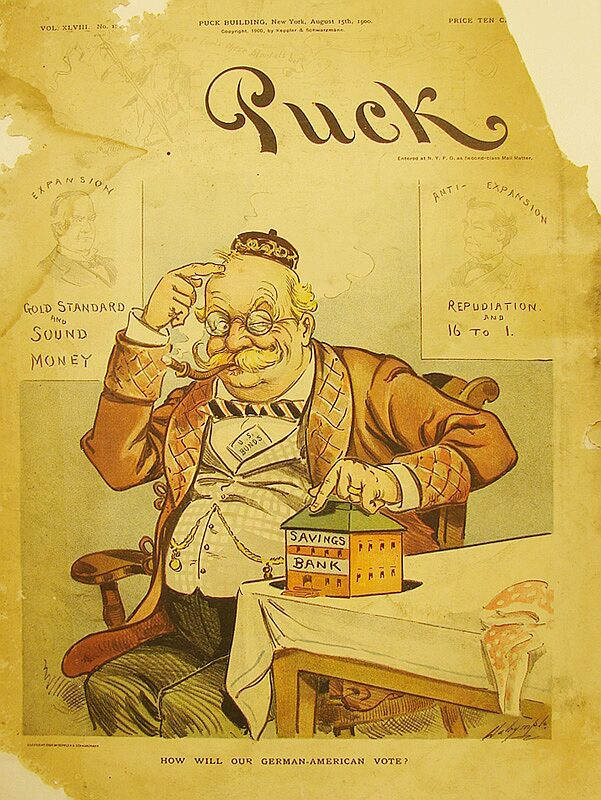
Việc bỏ phiếu của người Mỹ gốc Đức năm 1900 bị nghi ngờ vì họ phản đối cả chính sách "cự tuyệt" của Bryan và chính sách "mở rộng" ra nước ngoài dưới thời McKinley.

Chiến thắng của quân đội và hải quân Mỹ trong cuộc chiến chống Tây Ban Nha là yếu tố quyết định trong việc gây dựng sự ủng hộ của Đảng Cộng hòa. Đảng Dân chủ cố gắng lập luận rằng chiến tranh chưa kết thúc vì cuộc nổi dậy ở Philippines; điều này đã trở thành vấn đề chính của họ. Nhận thức rằng Chiến tranh Hoa Kỳ-Philippines sắp kết thúc sẽ là một kho báu "màu mỡ" cho Đảng Cộng hòa, và chính quyền McKinley tuyên bố rằng quân đội sẽ được cắt giảm khi chiến tranh kết thúc. Đảng Cộng hòa cam kết rằng các cuộc giao tranh ở Philippines sẽ tự lắng xuống trong vòng 60 ngày kể từ khi McKinley tái đắc cử. Tuy nhiên, như một trung úy đã viết trong một bức thư gửi cho vợ mình, "Trên giấy tờ thì có vẻ ổn, nhưng thực sự ở đây không hề có sự cắt giảm lực lượng nào cả. Những tiểu đoàn [được hồi hương] này gồm toàn những người...sắp giải ngũ."
Ngoài ra, Bộ trưởng Chiến tranh Elihu Root còn nhận được một báo cáo từ MacArthur vào tháng 9 năm 1900 rằng ông ta sẽ không cắt giảm lực lượng cho đến sau cuộc bầu cử. Tướng Arthur MacArthur, Jr., nắm quyền chỉ huy Philippines được 4 tháng, cảnh báo Washington rằng cuộc chiến không những không hạ nhiệt mà thậm chí còn chưa định hình được kết quả. MacArthur tin rằng giai đoạn du kích của cuộc chiến chỉ mới bắt đầu và người Philippines đang hoàn thiện kỹ thuật của mình thông qua kinh nghiệm của mình. Hơn nữa, chiến lược của nhà lãnh đạo Philippines Emilio Aguinaldo đã nhận được sự ủng hộ rộng rãi hơn bao giờ hết.
Tuy nhiên, phần lớn binh lính ở Philippines không ủng hộ Bryan. Hầu hết những lời nhắn đề cập đến cuộc bầu cử năm 1900 trong thư và nhật ký của những người lính đều bày tỏ sự ủng hộ rất lớn đối với Đảng Cộng hòa của McKinley và Roosevelt. Theo Trung sĩ Beverly Daley, ngay cả "đảng Dân chủ hú hét" cũng ủng hộ McKinley. Binh nhì Hambleton viết: "Tất nhiên, có một số chàng trai cho rằng Bryan là kẻ toàn diện, nhưng số lượng những chàng trai như vậy rất ít".
Bất chấp những nỗ lực đầy nghị lực của Bryan, sự thịnh vượng mới dưới thời McKinley, kết hợp với sự ủng hộ của công chúng đối với Chiến tranh Tây Ban Nha-Mỹ, đã giúp McKinley giành được chiến thắng dễ dàng.

### Kết quả

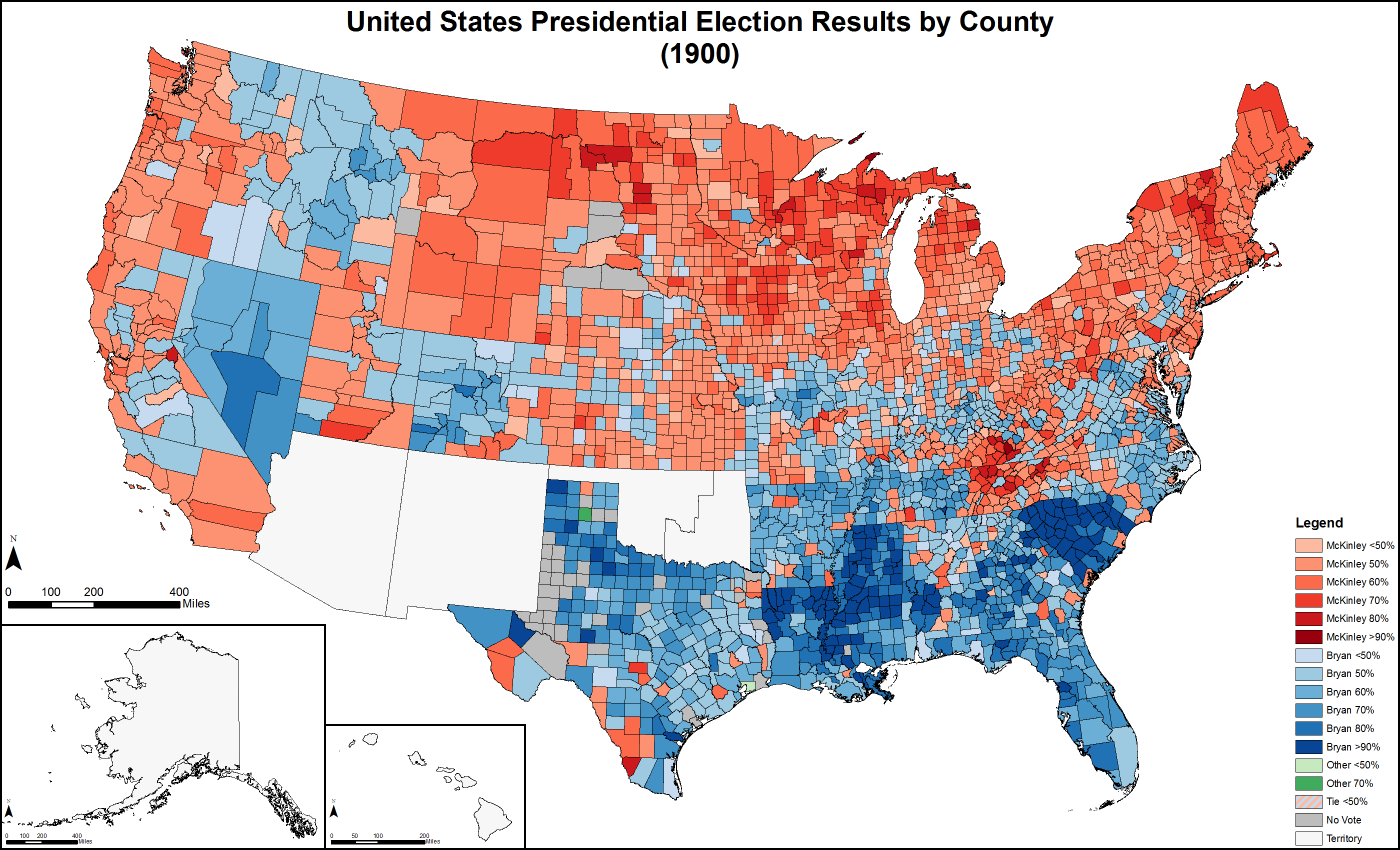
Kết quả theo quận, tô sắc theo phần trăm phiếu bầu cho ứng cử viên giành chiến thắng. Sắc đỏ cho McKinley (Đảng Cộng hòa), sắc xanh lam cho Bryan (Đảng Dân chủ) và sắc xanh lục cho ứng cử viên "Khác".

Theodore Roosevelt, ứng cử viên Phó Tổng thống của Đảng Cộng hòa, đã thu hút được sự ủng hộ bất ngờ trong chiến dịch tranh cử, và người ta khẳng định rằng ông đã giúp mang lại một lượng phiếu bầu rất lớn cho Đảng Cộng hòa.
McKinley đã giành được khoảng 7.200.000 phiếu bầu. Ông đã thắng ở 28 bang với tổng số 292 phiếu đại cử tri (65,32%). Tỷ lệ phần trăm phiếu phổ thông của ông trên toàn quốc tăng nhẹ (51,60%), với nhiều hơn 120.000 phiếu bầu so với năm 1896. Sự thay đổi này được phản ánh qua số quận mà ông thắng; McKinley thắng nhiều hơn 222 quận so với số quận ông thắng vào năm 1896, do đó giành chiến thắng ở đa số quận vào năm 1900.
Trong số 2.729 quận, McKinley giành chiến thắng với 1.385 (50,75%) trong khi Bryan giành được 1.340 (49,10%). 2 quận (0,07%) chia đều cho McKinley và Bryan, trong 2 hai quận (0,07%) ở Texas ghi nhận phiếu bầu cho ứng cử viên "Khác" nhiều hơn 1 trong 2 ứng cử viên của 2 đảng lớn. McKinley chiếm đa số ở 1.288 quận trong khi Bryan chiếm đa số ở 1.253 quận.
Soi xét kỹ hơn kết quả, trong số 2.729 quận, 2.286 quận có người thắng giống hệt cuộc bầu cử 4 năm trước; 113 thay đổi từ đảng Cộng hòa sang đảng Dân chủ; và 328 thay đổi từ Đảng Dân chủ sang Đảng Cộng hòa.
Một điểm đáng chú ý nữa là mức tăng tỷ lệ phiếu của Bryan ở khu vực New England và (Đông Bắc) Trung Đại Tây Dương, cùng với mức tăng nhẹ ở khu vực Trung Đông Bắc. Bryan thậm chí còn thắng ở thành phố New York với cách biệt gần 30.000 phiếu bầu, nơi ông thua với cách biệt 60.000 phiếu bầu chỉ 4 năm trước đó. Trong tất cả các vùng khác khác, số phiếu bầu của Bryan ít hơn năm 1896, và trên toàn quốc tổng số phiếu bầu của ông ít hơn 23.000 so với năm 1896. Tỷ lệ phần trăm tổng số phiếu bầu là 45,52%, giảm nhẹ. Kentucky, nơi ông mang thắng lần này, có mức tăng phiếu cho ông là 17.005. Ở 16 bang, số phiếu bầu của đảng Dân chủ tăng lên, nhưng ở 29 bang, tỷ lệ phiếu ít hơn năm 1896. Bryan chỉ thắng 17 tiểu bang. Đây là lần duy nhất trong 3 lần ứng cử mà ông không thắng Nebraska, quê hương của mình.
Đây là cuộc bầu cử cuối cùng mà đảng Cộng hòa giành được đa số phiếu đại cử tri ở Maryland cho đến năm 1920. Đây cũng là cuộc bầu cử cuối cùng mà một đảng viên Cộng hòa thắng cử Tổng thống mà không thắng được Idaho và Montana. Ngoài ra, đây cũng sẽ là cuộc bầu cử cuối cùng sau 100 năm mà ứng cử viên Đảng Cộng hòa giành chiến thắng mà không giành được tối thiểu 300 phiếu đại cử tri. Điều này sẽ không xảy ra lần nữa cho đến khi George W. Bush đánh bại Al Gore trong cuộc bầu cử Tổng thống Hoa Kỳ năm 2000.
| Ứng cử viên Tổng thống             | Đảng                           | Bang nhà                       | Phiếu Phổ thông                | Phiếu Phổ thông                | Phiếu Đại cử tri | Đồng tranh cử              | Đồng tranh cử | Đồng tranh cử    |
| Ứng cử viên Tổng thống             | Đảng                           | Bang nhà                       | Số phiếu                       | %                              | Phiếu Đại cử tri | Ứng cử viên Phó Tổng thống | Bang nhà      | Phiếu Đại cử tri |
| ---------------------------------- | ------------------------------ | ------------------------------ | ------------------------------ | ------------------------------ | ---------------- | -------------------------- | ------------- | ---------------- |
| William McKinley Jr. (đương nhiệm) | Cộng hòa                       | Ohio                           | 7,228,864                      | 51.64%                         | 292              | Theodore Roosevelt Jr.     | New York      | 292              |
| William Jennings Bryan             | Dân chủ                        | Nebraska                       | 6,370,932                      | 45.52%                         | 155              | Adlai Ewing Stevenson      | Illinois      | 155              |
| John Granville Woolley             | Cấm rượu                       | Illinois                       | 210,864                        | 1.51%                          | 0                | Henry Brewer Metcalf       | Rhode Island  | 0                |
| Eugene Victor Debs                 | Dân chủ Xã hội                 | Indiana                        | 87,945                         | 0.63%                          | 0                | Job Harriman               | California    | 0                |
| Wharton Barker                     | Dân túy                        | Pennsylvania                   | 50,989                         | 0.36%                          | 0                | Ignatius Loyola Donnelly   | Minnesota     | 0                |
| Joseph Francis Malloney            | Lao động Xã hội                | Massachusetts                  | 40,943                         | 0.29%                          | 0                | Valentine Remmel           | Pennsylvania  | 0                |
| Khác                               | Khác                           | Khác                           | 6,889                          | 0.05%                          | —                | Khác                       | Khác          | Khác             |
| Tổng cộng                          | Tổng cộng                      | Tổng cộng                      | 13,997,426                     | 100%                           | 447              |                            |               | 447              |
| Cần thiết để giành chiến thắng     | Cần thiết để giành chiến thắng | Cần thiết để giành chiến thắng | Cần thiết để giành chiến thắng | Cần thiết để giành chiến thắng | 224              |                            |               | 224              |

| \| Phiếu Phổ thông \| Phiếu Phổ thông \| Phiếu Phổ thông \| Phiếu Phổ thông \| Phiếu Phổ thông \| \| --------------- \| --------------- \| --------------- \| --------------- \| --------------- \| \| \| \| \| \| \| \| McKinley \| McKinley \| \| 51.64% \| 51.64% \| \| Bryan \| Bryan \| \| 45.52% \| 45.52% \| \| Woolley \| Woolley \| \| 1.51% \| 1.51% \| \| Debs \| Debs \| \| 0.63% \| 0.63% \| \| Barker \| Barker \| \| 0.36% \| 0.36% \| \| Khác \| Khác \| \| 0.34% \| 0.34% \| |          |  |        |        |
| Phiếu Phổ thông |          |  |        |        |
| |          |  |        |        |
| McKinley | McKinley |  | 51.64% | 51.64% |
| Bryan | Bryan    |  | 45.52% | 45.52% |
| Woolley | Woolley  |  | 1.51%  | 1.51%  |
| Debs | Debs     |  | 0.63%  | 0.63%  |
| Barker | Barker   |  | 0.36%  | 0.36%  |
| Khác | Khác     |  | 0.34%  | 0.34%  |

| \| Phiếu Đại cử tri \| Phiếu Đại cử tri \| Phiếu Đại cử tri \| Phiếu Đại cử tri \| Phiếu Đại cử tri \| \| ---------------- \| ---------------- \| ---------------- \| ---------------- \| ---------------- \| \| \| \| \| \| \| \| McKinley \| McKinley \| \| 65.32% \| 65.32% \| \| Bryan \| Bryan \| \| 34.68% \| 34.68% \| |          |  |        |        |
| Phiếu Đại cử tri |          |  |        |        |
| |          |  |        |        |
| McKinley | McKinley |  | 65.32% | 65.32% |
| Bryan | Bryan    |  | 34.68% | 34.68% |

### Thư viện Kết quả

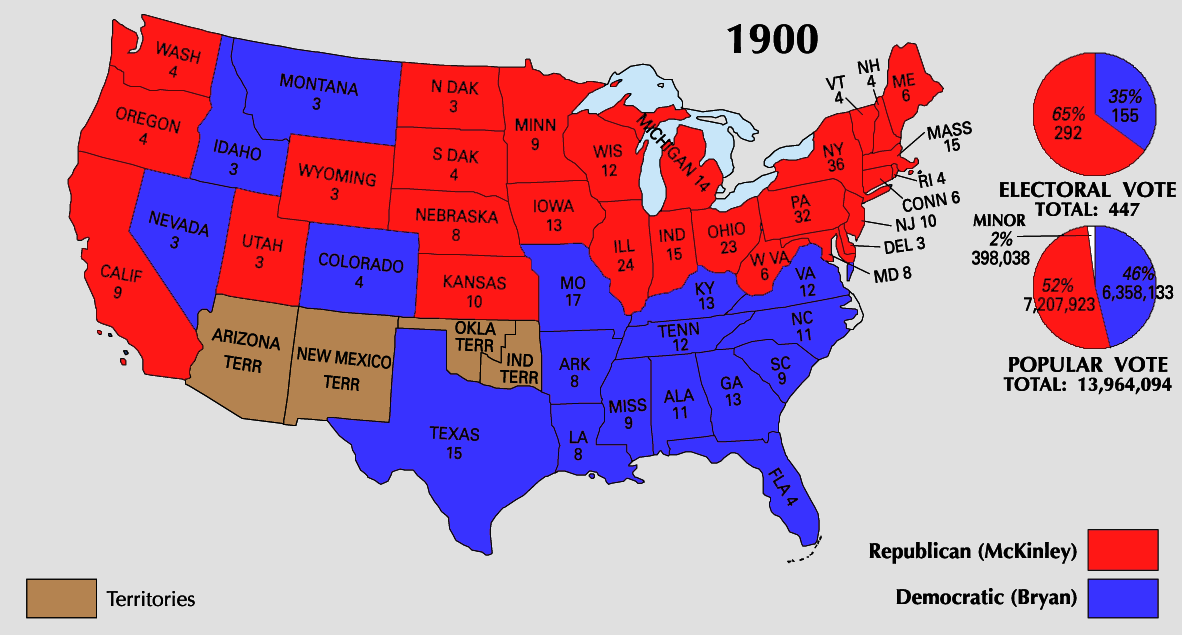
Kết quả Bầu cử chi tiết

Kết quả theo quận, được tô sắc theo phần trăm phiếu bầu

#### Kết quả theo bản đồ

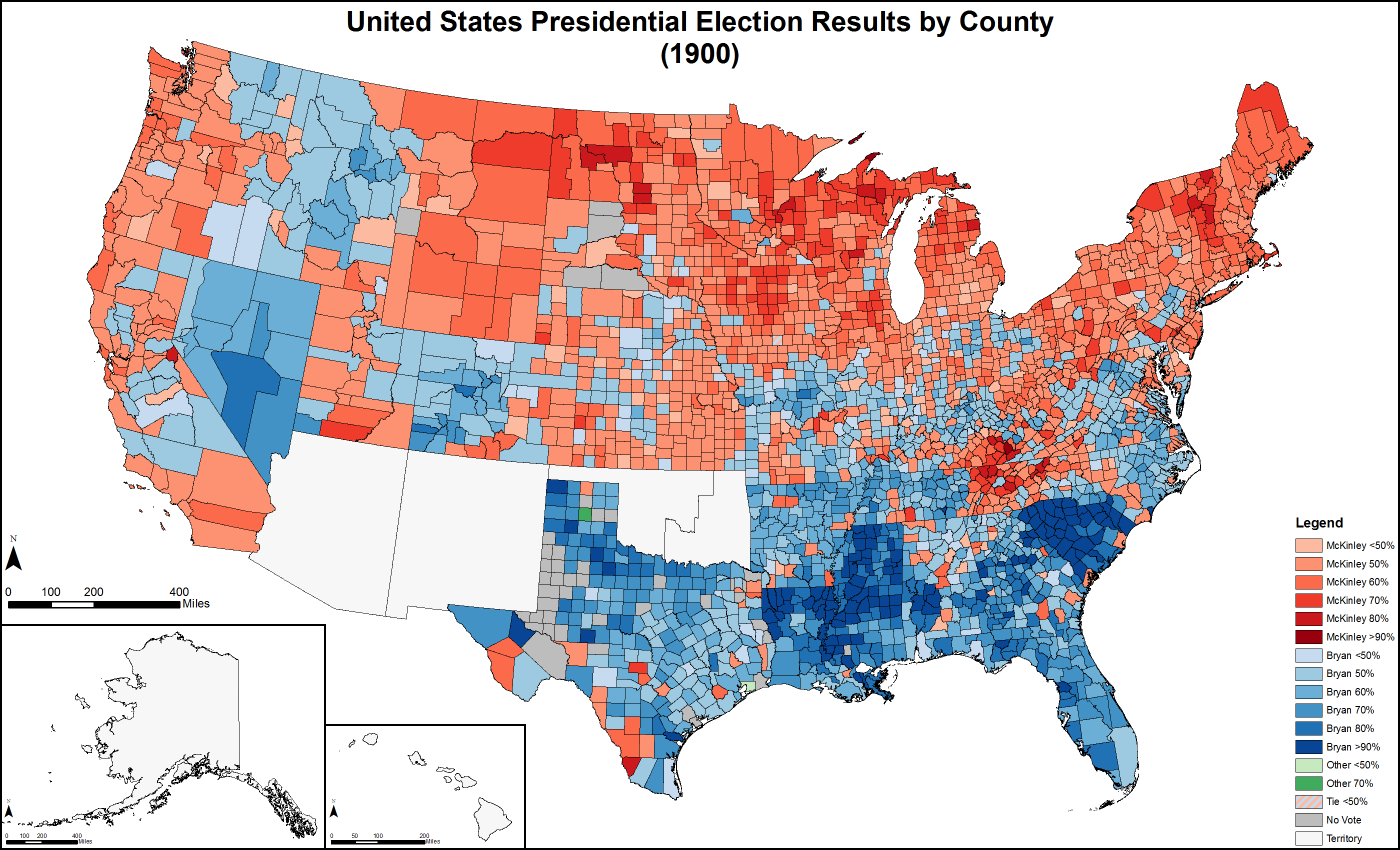
Kết quả theo quận
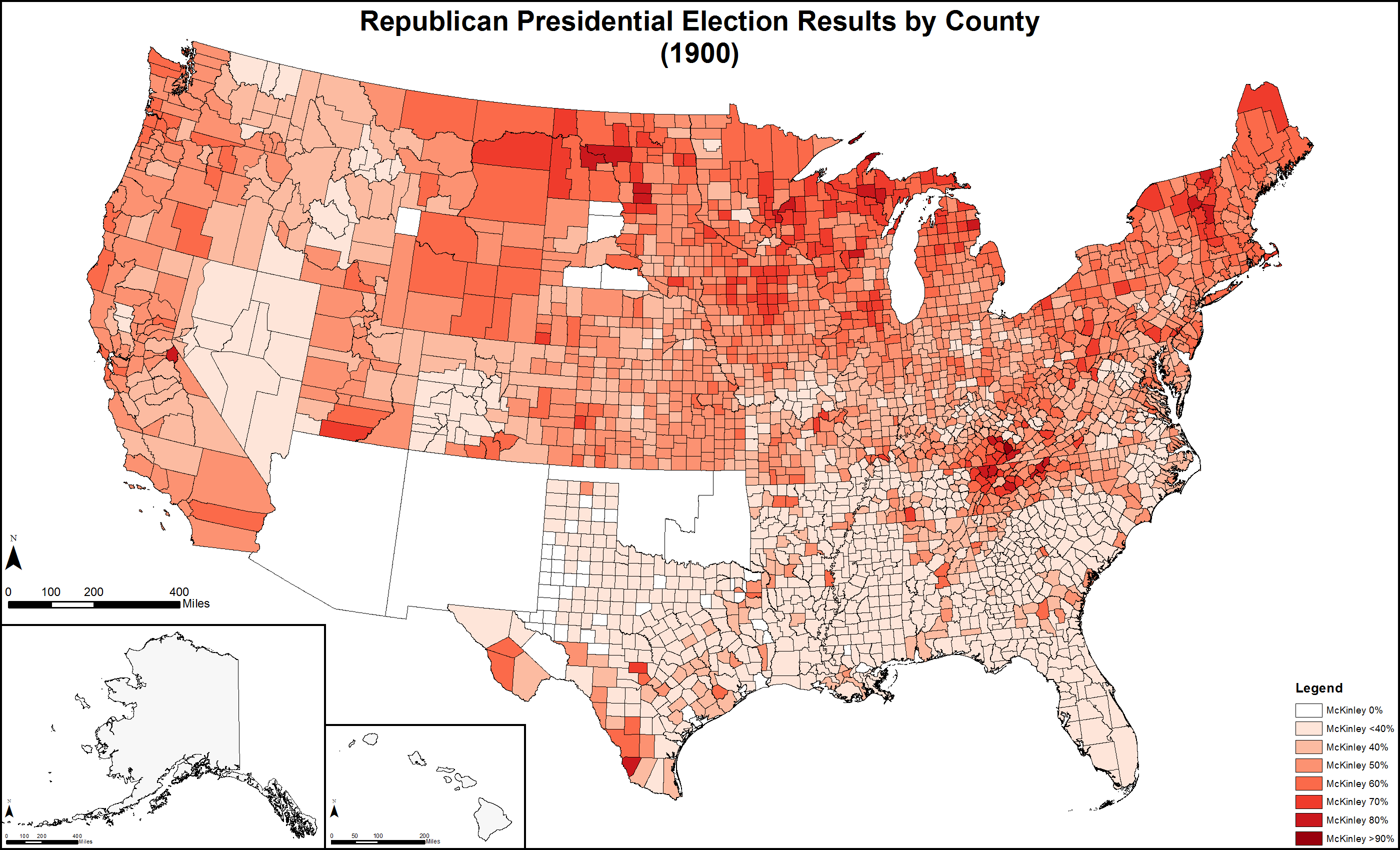
Quận bầu cho Đảng Cộng hòa, được tô sắc theo phần trăm phiếu bầu
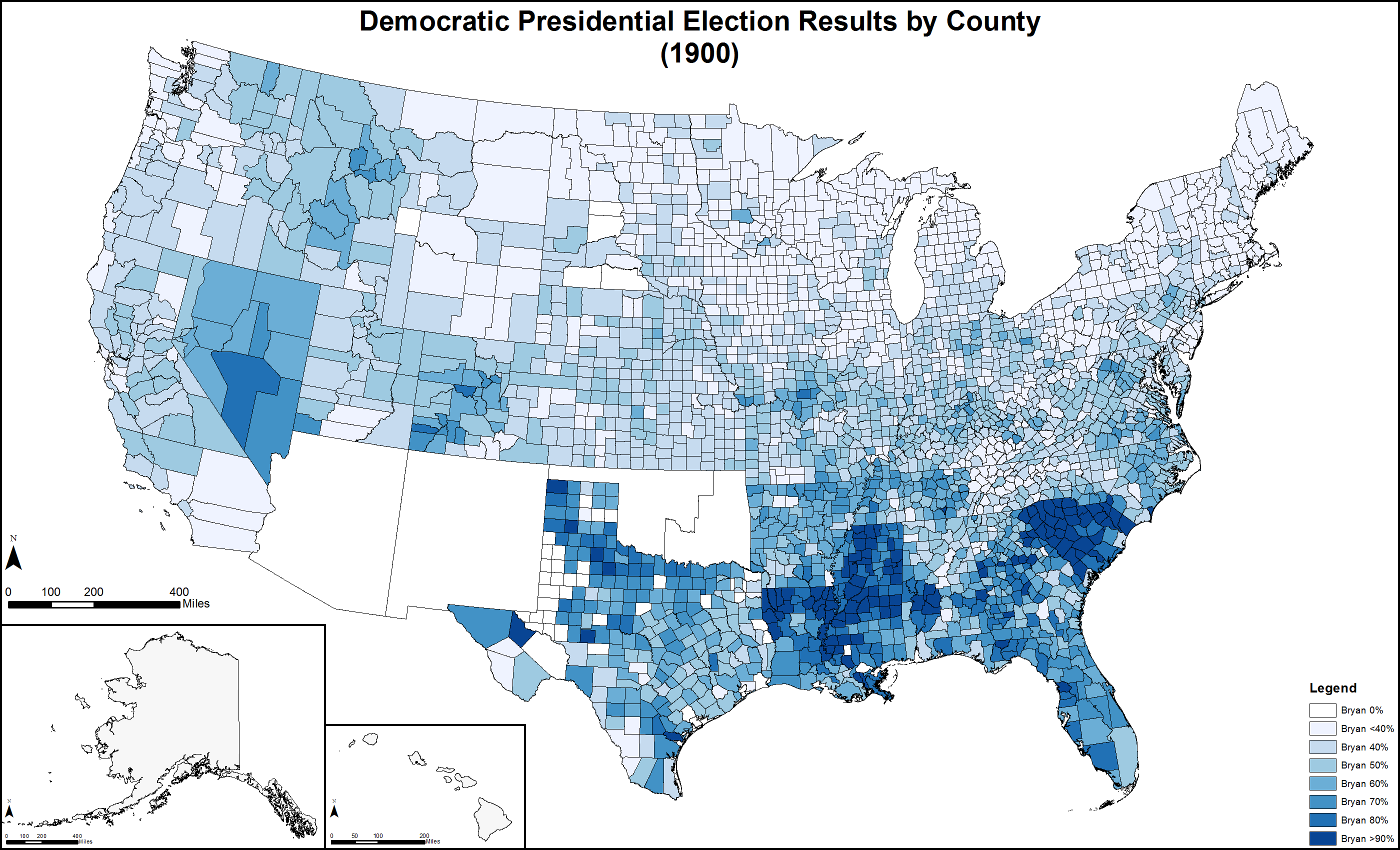
Quận bầu cho Đảng Dân chủ, được tô sắc theo phần trăm phiếu bầu
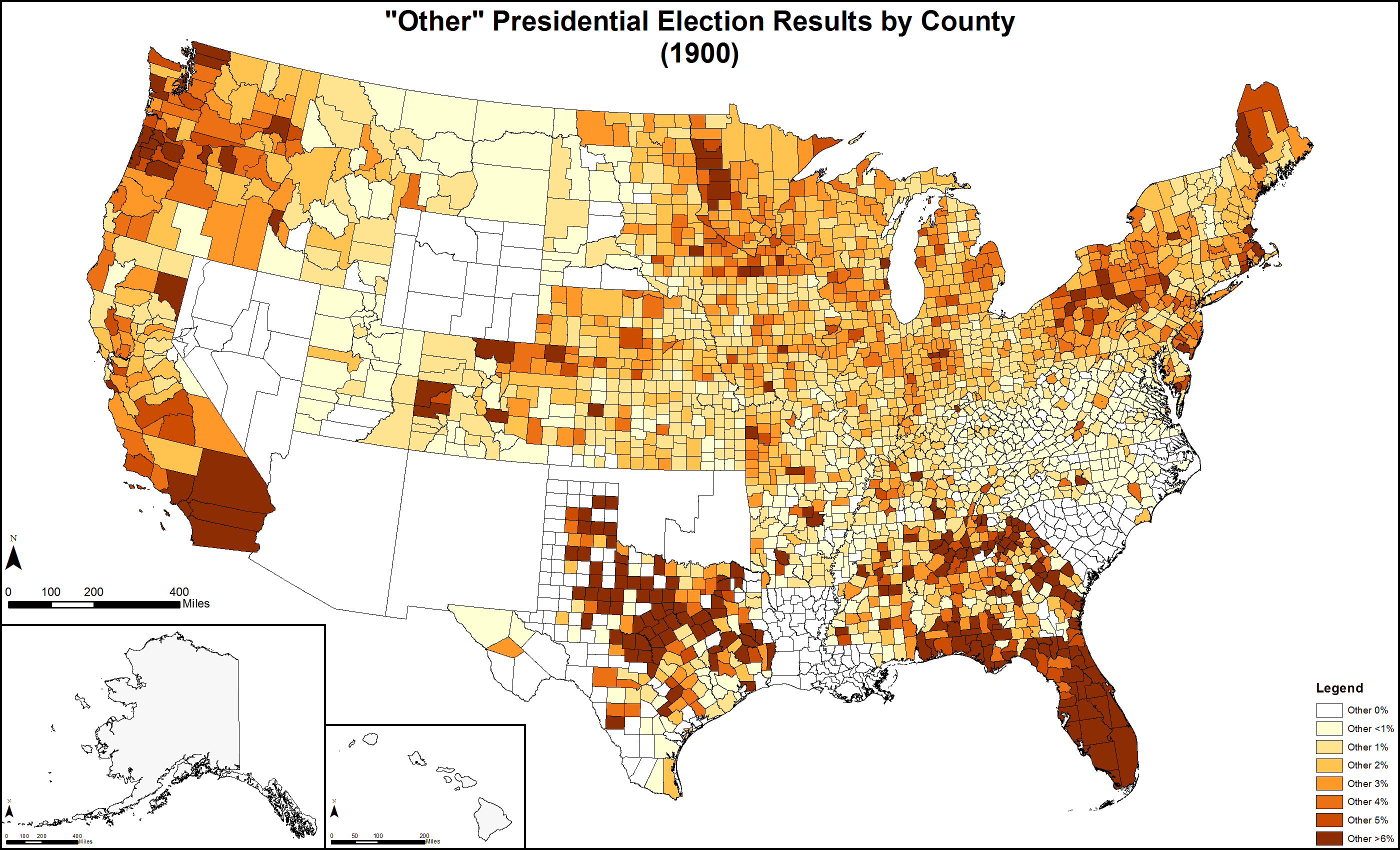
Quận bầu cho ứng cử viên "Khác", được tô sắc theo phần trăm phiếu bầu
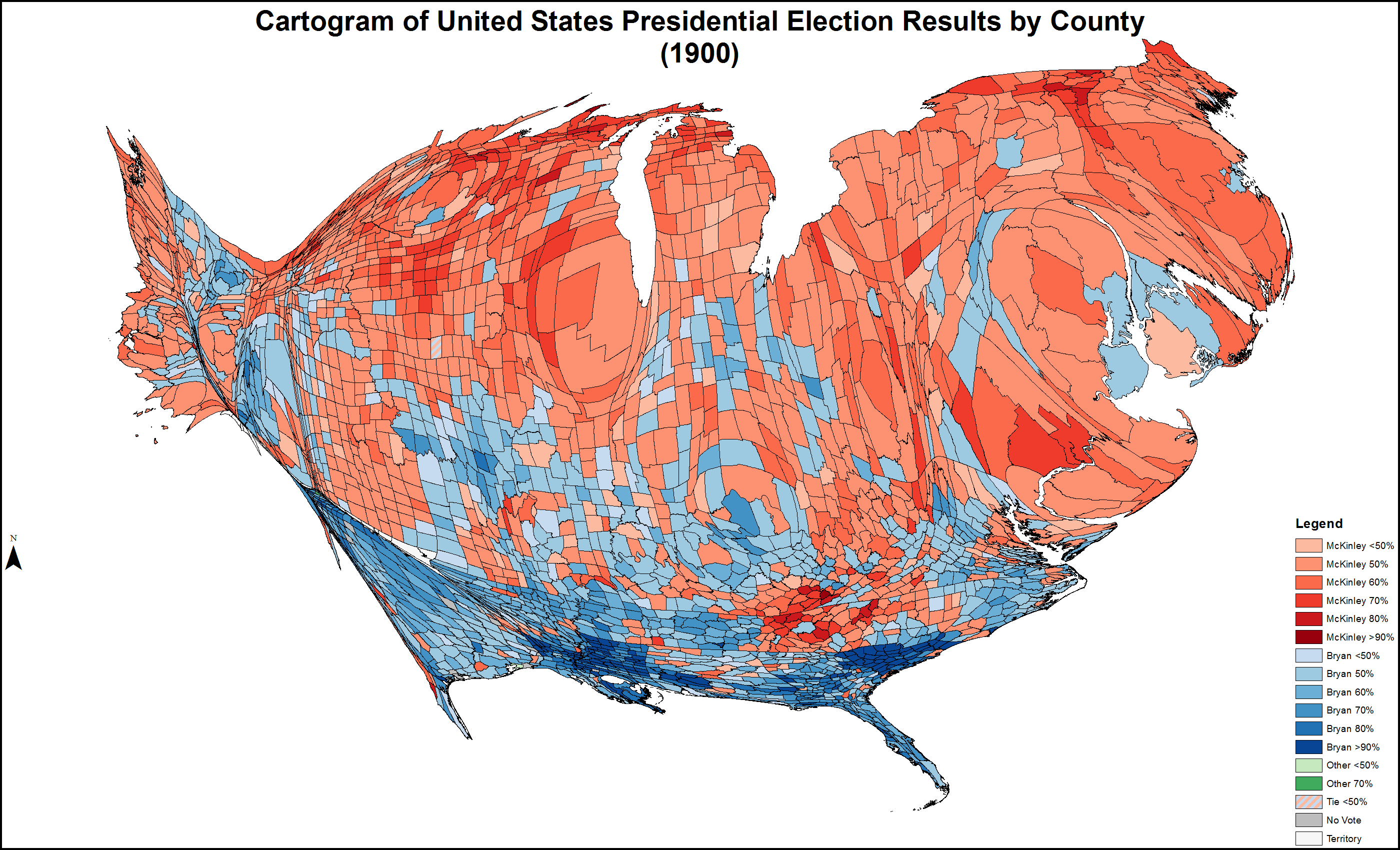
Tích đồ biểu thị kết quả theo quận
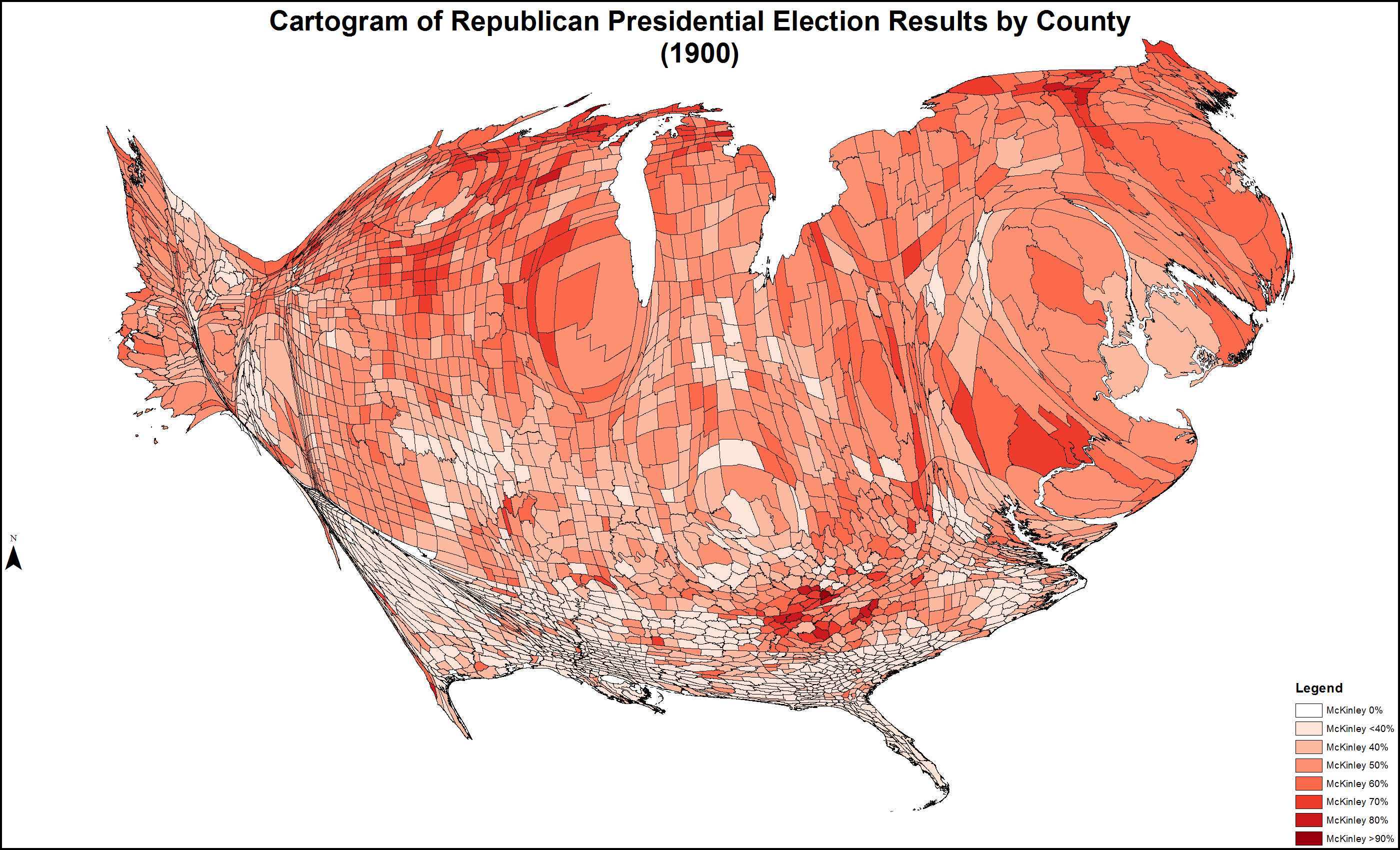
Tích đồ biểu thị quận bầu cho Đảng Cộng hòa
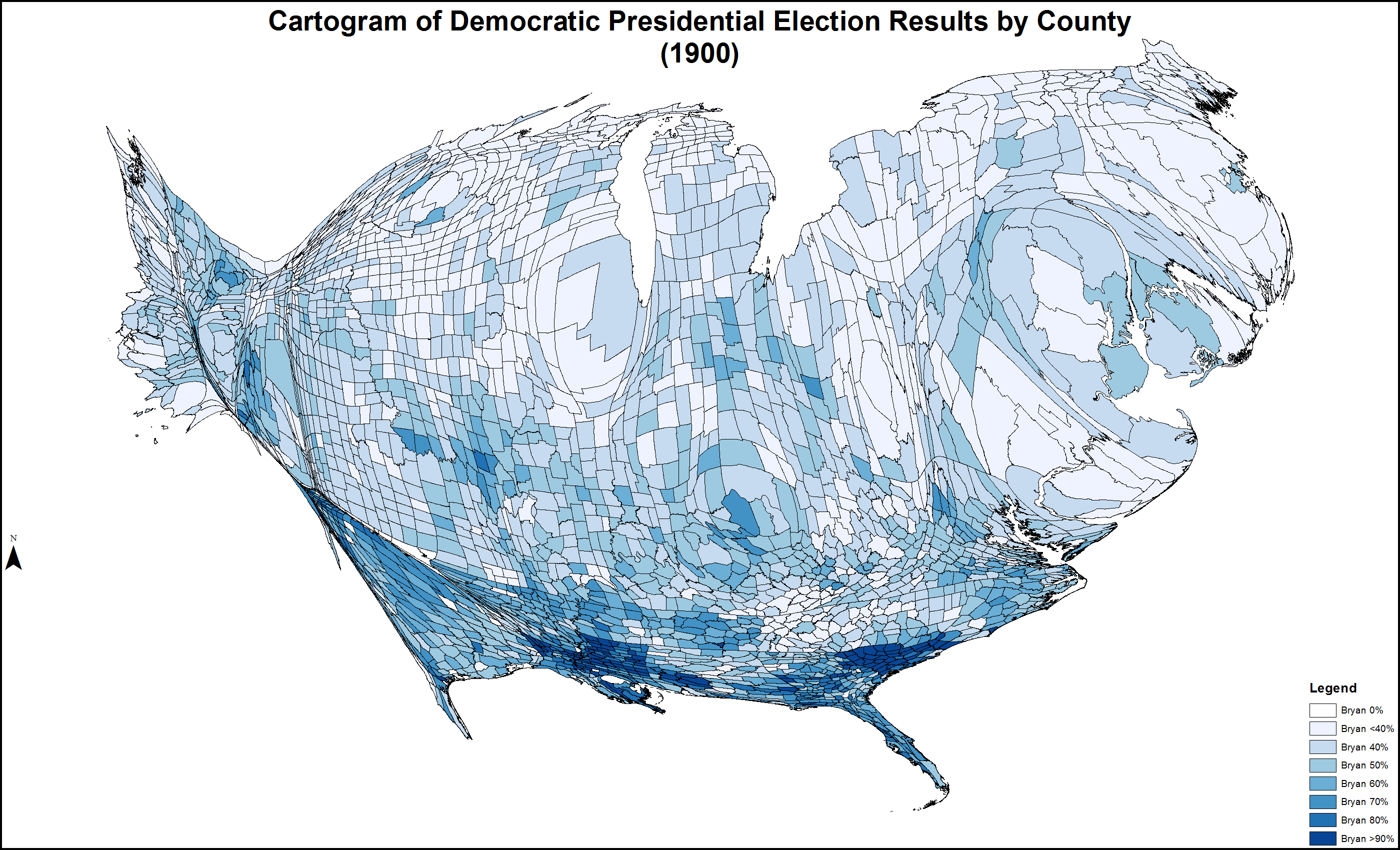
Tích đồ biểu thị quận bầu cho Đảng Dân chủ
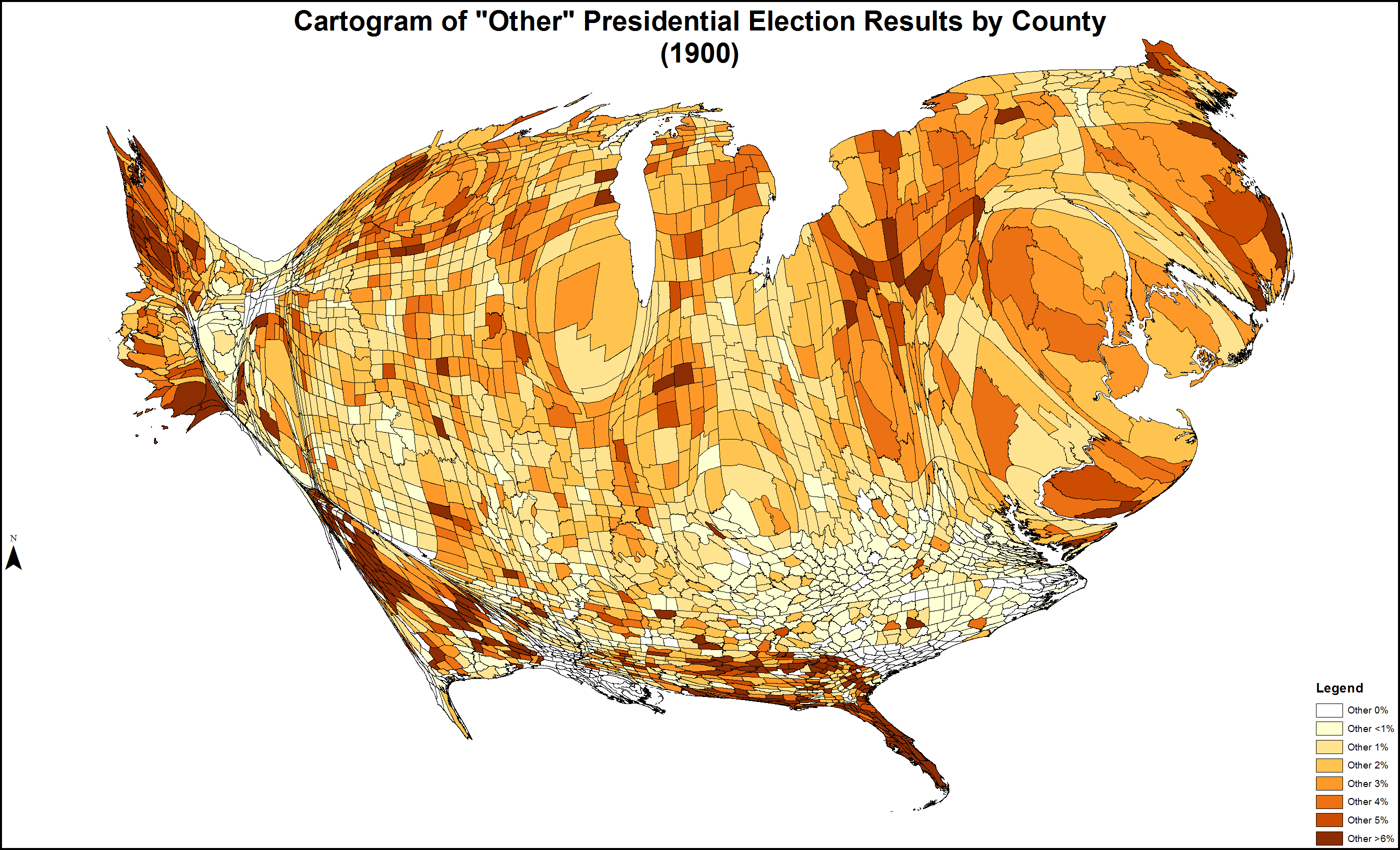
Tích đồ biểu thị quận bầu cho ứng cử viên "Khác"

### Kết quả theo tiểu bang
| Bang/Quận thắng bởi Bryan/Stevenson    |
| Bang/Quận thắng bởi McKinley/Roosevelt |

|                |                  | William McKinley Cộng hòa | William McKinley Cộng hòa | William McKinley Cộng hòa | William Jennings Bryan Dân chủ | William Jennings Bryan Dân chủ | William Jennings Bryan Dân chủ | John Woolley Cấm rượu | John Woolley Cấm rượu | John Woolley Cấm rượu | Eugene V. Debs Dân chủ Xã hội | Eugene V. Debs Dân chủ Xã hội | Eugene V. Debs Dân chủ Xã hội | Wharton Barker Dân túy | Wharton Barker Dân túy | Wharton Barker Dân túy | Joseph F. Malloney Lao động Xã hội | Joseph F. Malloney Lao động Xã hội | Joseph F. Malloney Lao động Xã hội | Cách biệt | Cách biệt | Tổng cộng  | Tổng cộng |
| Tiểu bang      | phiếu đại cử tri | #                         | %                         | phiếu đại cử tri          | #                              | %                              | phiếu đại cử tri               | #                     | %                     | phiếu đại cử tri      | #                             | %                             | phiếu đại cử tri              | #                      | %                      | phiếu đại cử tri       | #                                  | %                                  | phiếu đại cử tri                   | #         | %         | #          |           |
| -------------- | ---------------- | ------------------------- | ------------------------- | ------------------------- | ------------------------------ | ------------------------------ | ------------------------------ | --------------------- | --------------------- | --------------------- | ----------------------------- | ----------------------------- | ----------------------------- | ---------------------- | ---------------------- | ---------------------- | ---------------------------------- | ---------------------------------- | ---------------------------------- | --------- | --------- | ---------- | --------- |
| Alabama        | 11               | 55,612                    | 34.82                     | -                         | 97,129                         | 60.82                          | 11                             | 2,763                 | 1.73                  | -                     | -                             | -                             | -                             | 4,188                  | 2.62                   | -                      | -                                  | -                                  | -                                  | -41,517   | -26.00    | 159,692    | AL        |
| Arkansas       | 8                | 44,800                    | 35.04                     | -                         | 81,142                         | 63.46                          | 8                              | 584                   | 0.46                  | -                     | -                             | -                             | -                             | 972                    | 0.76                   | -                      | -                                  | -                                  | -                                  | -36,342   | -28.42    | 127,866    | AR        |
| California     | 9                | 164,755                   | 54.50                     | 9                         | 124,985                        | 41.34                          | -                              | 5,024                 | 1.66                  | -                     | -                             | -                             | -                             | -                      | -                      | -                      | 7,554                              | 2.50                               | -                                  | 39,770    | 13.16     | 302,318    | CA        |
| Colorado       | 4                | 93,072                    | 42.04                     | -                         | 122,733                        | 55.43                          | 4                              | 3,790                 | 1.71                  | -                     | 714                           | 0.32                          | -                             | 389                    | 0.18                   | -                      | 684                                | 0.31                               | -                                  | -29,661   | -13.39    | 221,408    | CO        |
| Connecticut    | 6                | 102,572                   | 56.92                     | 6                         | 74,014                         | 41.07                          | -                              | 1,617                 | 0.90                  | -                     | 1,029                         | 0.57                          | -                             | -                      | -                      | -                      | 908                                | 0.50                               | -                                  | 28,558    | 15.85     | 180,195    | CT        |
| Delaware       | 3                | 22,535                    | 53.67                     | 3                         | 18,852                         | 44.90                          | -                              | 546                   | 1.30                  | -                     | 56                            | 0.13                          | -                             | -                      | -                      | -                      | -                                  | -                                  | -                                  | 3,683     | 8.77      | 41,989     | DE        |
| Florida        | 4                | 7,355                     | 18.55                     | -                         | 28,273                         | 71.31                          | 4                              | 2,244                 | 5.66                  | -                     | 634                           | 1.60                          | -                             | 1,143                  | 2.88                   | -                      | -                                  | -                                  | -                                  | -20,918   | -52.76    | 39,649     | FL        |
| Georgia        | 13               | 34,260                    | 28.22                     | -                         | 81,180                         | 66.86                          | 13                             | 1,402                 | 1.15                  | -                     | -                             | -                             | -                             | 4,568                  | 3.76                   | -                      | -                                  | -                                  | -                                  | -46,920   | -38.64    | 121,410    | GA        |
| Idaho          | 3                | 27,198                    | 46.96                     | -                         | 29,414                         | 50.79                          | 3                              | 857                   | 1.48                  | -                     | -                             | -                             | -                             | 445                    | 0.77                   | -                      | -                                  | -                                  | -                                  | -2,216    | -3.83     | 57,914     | ID        |
| Illinois       | 24               | 597,985                   | 52.83                     | 24                        | 503,061                        | 44.44                          | -                              | 17,626                | 1.56                  | -                     | 9,687                         | 0.86                          | -                             | 1,141                  | 0.10                   | -                      | 1,373                              | 0.12                               | -                                  | 94,924    | 8.39      | 1,131,897  | IL        |
| Indiana        | 15               | 336,063                   | 50.60                     | 15                        | 309,584                        | 46.62                          | -                              | 13,718                | 2.07                  | -                     | 2,374                         | 0.36                          | -                             | 1,438                  | 0.22                   | -                      | 663                                | 0.10                               | -                                  | 26,479    | 3.98      | 664,094    | IN        |
| Iowa           | 13               | 307,808                   | 58.04                     | 13                        | 209,265                        | 39.46                          | -                              | 9,502                 | 1.79                  | -                     | 2,742                         | 0.52                          | -                             | 613                    | 0.12                   | -                      | 259                                | 0.05                               | -                                  | 98,543    | 18.58     | 530,355    | IA        |
| Kansas         | 10               | 185,955                   | 52.56                     | 10                        | 162,601                        | 45.96                          | -                              | 3,605                 | 1.02                  | -                     | 1,605                         | 0.45                          | -                             | -                      | -                      | -                      | -                                  | -                                  | -                                  | 23,354    | 6.60      | 353,766    | KS        |
| Kentucky       | 13               | 227,132                   | 48.51                     | -                         | 235,126                        | 50.21                          | 13                             | 2,890                 | 0.62                  | -                     | 766                           | 0.16                          | -                             | 1,961                  | 0.42                   | -                      | 390                                | 0.08                               | -                                  | -7,994    | -1.70     | 468,265    | KY        |
| Louisiana      | 8                | 14,234                    | 20.96                     | -                         | 53,668                         | 79.03                          | 8                              | -                     | -                     | -                     | -                             | -                             | -                             | -                      | -                      | -                      | -                                  | -                                  | -                                  | -39,434   | -58.07    | 67,906     | LA        |
| Maine          | 6                | 65,412                    | 61.89                     | 6                         | 36,822                         | 34.84                          | -                              | 2,581                 | 2.44                  | -                     | 878                           | 0.83                          | -                             | -                      | -                      | -                      | -                                  | -                                  | -                                  | 28,590    | 27.05     | 105,693    | ME        |
| Maryland       | 8                | 136,185                   | 51.50                     | 8                         | 122,238                        | 46.23                          | -                              | 4,574                 | 1.73                  | -                     | 904                           | 0.34                          | -                             | -                      | -                      | -                      | 388                                | 0.15                               | -                                  | 13,947    | 5.27      | 264,434    | MD        |
| Massachusetts  | 15               | 238,866                   | 57.59                     | 15                        | 156,997                        | 37.85                          | -                              | 6,202                 | 1.50                  | -                     | 9,607                         | 2.32                          | -                             | -                      | -                      | -                      | 2,599                              | 0.63                               | -                                  | 81,869    | 19.74     | 414,804    | MA        |
| Michigan       | 14               | 316,269                   | 58.10                     | 14                        | 211,685                        | 38.89                          | -                              | 11,859                | 2.18                  | -                     | 2,826                         | 0.52                          | -                             | 903                    | 0.17                   | -                      | 837                                | 0.15                               | -                                  | 104,584   | 19.21     | 544,379    | MI        |
| Minnesota      | 9                | 190,461                   | 60.21                     | 9                         | 112,901                        | 35.69                          | -                              | 8,555                 | 2.70                  | -                     | 3,065                         | 0.97                          | -                             | -                      | -                      | -                      | 1,329                              | 0.42                               | -                                  | 77,560    | 24.52     | 316,311    | MN        |
| Mississippi    | 9                | 5,707                     | 9.66                      | -                         | 51,706                         | 87.56                          | 9                              | -                     | -                     | -                     | -                             | -                             | -                             | 1,642                  | 2.78                   | -                      | -                                  | -                                  | -                                  | -45,999   | -77.90    | 59,055     | MS        |
| Missouri       | 17               | 314,092                   | 45.94                     | -                         | 351,922                        | 51.48                          | 17                             | 5,965                 | 0.87                  | -                     | 6,139                         | 0.90                          | -                             | 4,244                  | 0.62                   | -                      | 1,294                              | 0.19                               | -                                  | -37,830   | -5.54     | 683,656    | MO        |
| Montana        | 3                | 25,409                    | 39.79                     | -                         | 37,311                         | 58.43                          | 3                              | 306                   | 0.48                  | -                     | 711                           | 1.11                          | -                             | -                      | -                      | -                      | 119                                | 0.19                               | -                                  | -11,902   | -18.64    | 63,856     | MT        |
| Nebraska       | 8                | 121,835                   | 50.46                     | 8                         | 114,013                        | 47.22                          | -                              | 3,655                 | 1.51                  | -                     | 823                           | 0.34                          | -                             | 1,104                  | 0.46                   | -                      | -                                  | -                                  | -                                  | 7,822     | 3.24      | 241,430    | NE        |
| Nevada         | 3                | 3,849                     | 37.75                     | -                         | 6,347                          | 62.25                          | 3                              | -                     | -                     | -                     | -                             | -                             | -                             | -                      | -                      | -                      | -                                  | -                                  | -                                  | -2,498    | -24.50    | 10,196     | NV        |
| New Hampshire  | 4                | 54,799                    | 59.33                     | 4                         | 35,489                         | 38.42                          | -                              | 1,270                 | 1.37                  | -                     | 790                           | 0.86                          | -                             | -                      | -                      | -                      | -                                  | -                                  | -                                  | 19,310    | 20.91     | 92,364     | NH        |
| New Jersey     | 10               | 221,707                   | 55.28                     | 10                        | 164,808                        | 41.09                          | -                              | 7,183                 | 1.79                  | -                     | 4,609                         | 1.15                          | -                             | 669                    | 0.17                   | -                      | 2,074                              | 0.52                               | -                                  | 56,899    | 14.19     | 401,050    | NJ        |
| New York       | 36               | 822,013                   | 53.10                     | 36                        | 678,462                        | 43.83                          | -                              | 22,077                | 1.43                  | -                     | 12,869                        | 0.83                          | -                             | -                      | -                      | -                      | 12,621                             | 0.82                               | -                                  | 143,551   | 9.27      | 1,548,042  | NY        |
| North Carolina | 11               | 132,997                   | 45.47                     | -                         | 157,733                        | 53.92                          | 11                             | 990                   | 0.34                  | -                     | -                             | -                             | -                             | 798                    | 0.27                   | -                      | -                                  | -                                  | -                                  | -24,736   | -8.45     | 292,518    | NC        |
| North Dakota   | 3                | 35,898                    | 62.12                     | 3                         | 20,531                         | 35.53                          | -                              | 731                   | 1.26                  | -                     | 520                           | 0.90                          | -                             | 111                    | 0.19                   | -                      | -                                  | -                                  | -                                  | 13,141    | 26.59     | 57,791     | ND        |
| Ohio           | 23               | 543,918                   | 52.30                     | 23                        | 474,882                        | 45.66                          | -                              | 10,203                | 0.98                  | -                     | 4,847                         | 0.47                          | -                             | 251                    | 0.02                   | -                      | 1,688                              | 0.16                               | -                                  | 69,036    | 6.64      | 1,040,073  | OH        |
| Oregon         | 4                | 46,172                    | 55.46                     | 4                         | 32,810                         | 39.41                          | -                              | 2,536                 | 3.05                  | -                     | 1,464                         | 1.76                          | -                             | 269                    | 0.32                   | -                      | -                                  | -                                  | -                                  | 13,362    | 16.05     | 83,251     | OR        |
| Pennsylvania   | 32               | 712,665                   | 60.74                     | 32                        | 424,232                        | 36.16                          | -                              | 27,908                | 2.38                  | -                     | 4,831                         | 0.41                          | -                             | 638                    | 0.05                   | -                      | 2,936                              | 0.25                               | -                                  | 288,433   | 24.58     | 1,173,210  | PA        |
| Rhode Island   | 4                | 33,784                    | 59.74                     | 4                         | 19,812                         | 35.04                          | -                              | 1,529                 | 2.70                  | -                     | -                             | -                             | -                             | -                      | -                      | -                      | 1,423                              | 2.52                               | -                                  | 13,972    | 24.70     | 56,548     | RI        |
| South Carolina | 9                | 3,579                     | 7.04                      | -                         | 47,233                         | 92.96                          | 9                              | -                     | -                     | -                     | -                             | -                             | -                             | -                      | -                      | -                      | -                                  | -                                  | -                                  | -43,654   | -85.92    | 50,812     | SC        |
| South Dakota   | 4                | 54,530                    | 56.73                     | 4                         | 39,544                         | 41.14                          | -                              | 1,542                 | 1.60                  | -                     | 169                           | 0.18                          | -                             | 339                    | 0.35                   | -                      | -                                  | -                                  | -                                  | 14,986    | 15.59     | 96,124     | SD        |
| Tennessee      | 12               | 123,108                   | 44.95                     | -                         | 145,240                        | 53.03                          | 12                             | 3,844                 | 1.40                  | -                     | 346                           | 0.13                          | -                             | 1,322                  | 0.48                   | -                      | -                                  | -                                  | -                                  | -22,132   | -8.08     | 273,860    | TN        |
| Texas          | 15               | 130,641                   | 30.83                     | -                         | 267,432                        | 63.12                          | 15                             | 2,644                 | 0.62                  | -                     | 1,846                         | 0.44                          | -                             | 20,981                 | 4.95                   | -                      | 162                                | 0.04                               | -                                  | -136,791  | -32.29    | 423,706    | TX        |
| Utah           | 3                | 47,139                    | 50.58                     | 3                         | 45,006                         | 48.30                          | -                              | 209                   | 0.22                  | -                     | 720                           | 0.77                          | -                             | -                      | -                      | -                      | 106                                | 0.11                               | -                                  | 2,133     | 2.28      | 93,189     | UT        |
| Vermont        | 4                | 42,569                    | 75.73                     | 4                         | 12,849                         | 22.86                          | -                              | 383                   | 0.68                  | -                     | 39                            | 0.07                          | -                             | 367                    | 0.65                   | -                      | -                                  | -                                  | -                                  | 29,720    | 52.87     | 56,212     | VT        |
| Virginia       | 12               | 115,769                   | 43.82                     | -                         | 146,079                        | 55.29                          | 12                             | 2,130                 | 0.81                  | -                     | -                             | -                             | -                             | 63                     | 0.02                   | -                      | 167                                | 0.06                               | -                                  | -30,310   | -11.47    | 264,208    | VA        |
| Washington     | 4                | 57,456                    | 53.44                     | 4                         | 44,833                         | 41.70                          | -                              | 2,363                 | 2.20                  | -                     | 2,006                         | 1.87                          | -                             | -                      | -                      | -                      | 866                                | 0.81                               | -                                  | 12,623    | 11.74     | 107,524    | WA        |
| West Virginia  | 6                | 119,829                   | 54.27                     | 6                         | 98,807                         | 44.75                          | -                              | 1,628                 | 0.74                  | -                     | 286                           | 0.13                          | -                             | 246                    | 0.11                   | -                      | -                                  | -                                  | -                                  | 21,022    | 9.52      | 220,796    | WV        |
| Wisconsin      | 12               | 265,760                   | 60.06                     | 12                        | 159,163                        | 35.97                          | -                              | 10,027                | 2.27                  | -                     | 7,048                         | 1.59                          | -                             | -                      | -                      | -                      | 503                                | 0.11                               | -                                  | 106,597   | 24.09     | 442,501    | WI        |
| Wyoming        | 3                | 14,482                    | 58.66                     | 3                         | 10,164                         | 41.17                          | -                              | -                     | -                     | -                     | 21                            | 0.09                          | -                             | 20                     | 0.08                   | -                      | -                                  | -                                  | -                                  | 4,318     | 17.49     | 24,687     | WY        |
| TỔNG CỘNG:     | 447              | 7,228,864                 | 51.64                     | 292                       | 6,370,932                      | 45.52                          | 155                            | 210,867               | 1.51                  | -                     | 87,945                        | 0.63                          | -                             | 50,989                 | 0.36                   | -                      | 40,943                             | 0.29                               | -                                  | 857,932   | 6.12      | 13,997,429 | US        |

### Tiểu bang sít sao
Các bang có cách biệt chiến thắng dưới 1% (42 phiếu đại cử tri):
1. Kentucky, 1,71% (7.994 phiếu)
2. Utah, 2,29% (2.133 phiếu)
3. Nebraska, 3,24% (7.822 phiếu)
4. Idaho, 3,83% (2.216 phiếu)
5. Indiana, 3,99% (26.479 phiếu)

Các bang có cách biệt chiến thắng giữa 1% và 5% (150 phiếu đại cử tri):
1. Maryland, 5,27% (13.947 phiếu)
2. Missouri, 5,53% (37.830 phiếu)
3. Kansas, 6,60% (23.354 phiếu)
4. Ohio, 6,64% (69.036 phiếu)
5. Tennessee, 8,08% (22.132 phiếu)
6. Illinois, 8,39% (94.924 phiếu)
7. Bắc Carolina, 8,46% (24.736 phiếu)
8. Delaware, 8,77% (3.683 phiếu)
9. New York, 9,27% (143.551 phiếu)
10. Tây Virginia, 9,52% (21.022 phiếu)

#### Thống kê
Các quận với tỷ lệ phiếu bầu cho Đảng Cộng hòa cao nhất
1. Quận Keweenaw, Michigan 92,24%
2. Quận Leslie, Kentucky 91,23%
3. Quận Unicoi, Tennessee 89,64%
4. Quận Scott, Tennessee 89,59%
5. Quận Johnson, Tennessee 89,20%

Các quận với tỷ lệ phiếu bầu cho Đảng Dân chủ cao nhất
1. Quận Irion, Texas 100,00%
2. Quận Hampton, Nam Carolina 99,89%
3. Quận Greenwood, Nam Carolina 99,73%
4. Quận Saluda, Nam Carolina 99,45%
5. Quận Abbeville, Nam Carolina 99,42%

Các quận với tỷ lệ phiếu bầu cho ứng cử viên "Khác" cao nhất
1. Quận Carson, Texas 78,71%
2. Quận Chambers, Texas 44,50%
3. Quận Comanche, Texas 32,82%
4. Quận Franklin, Georgia 30,92%
5. Quận Scurry, Texas 28,69%

Các quận với tỷ lệ phiếu bầu cho Đảng Cộng hòa thấp nhất
1. Quận Randall, Texas 00,00%
2. Quận Irion, Texas 00,00%
3. Quận Hampton, Nam Carolina 00,11%
4. Quận Greenwood, Nam Carolina 00,27%
5. Quận Dooly, Georgia 00,35%

Các quận với tỷ lệ phiếu bầu cho Đảng Dân chủ thấp nhất
1. Quận Keweenaw, Michigan 06,33%
2. Quận Unicoi, Tennessee 08,29%
3. Quận Leslie, Kentucky 08,46%
4. Quận Scott, Tennessee 10,23%
5. Quận Johnson, Tennessee 10,42%

Các quận với số phiếu bầu cho Đảng Cộng hòa cao nhất
1. Quận Cook, Illinois 203.760
2. Quận Philadelphia, Pennsylvania 173.657
3. Quận New York, New York 153.001
4. Quận Kings, New York 108.977
5. Quận Allegheny, Pennsylvania 71.780

Các quận với số phiếu bầu cho Đảng Dân chủ cao nhất
1. Quận Cook, Illinois 186.193
2. Quận New York, New York 181.786
3. Quận Kings, New York 106.232
4. Quận Philadelphia, Pennsylvania 58.179
5. Quận Suffolk, Massachusetts 47.534

Các quận với số phiếu bầu cho ứng cử viên "Khác" cao nhất
1. Quận New York, New York 11.700
2. Quận Cook, Illinois 10.242
3. Quận Milwaukee, Wisconsin 5,857
4. Quận Kings, New York 4.639
5. Quận Essex, Massachusetts 4.242

Các quận Đảng Cộng hòa thắng với tỷ lệ phiếu bầu thấp nhất
1. Quận Cherokee, Alabama 41,94%
2. Quận Paulding, Georgia 46,00%
3. Quận Logan, Colorado 46,59%
4. Quận Chattahoochee, Georgia 47,18%
5. Quận Otter Tail, Minnesota 47,19%

Các quận Đảng Dân chủ thắng với tỷ lệ phiếu bầu thấp nhất
1. Quận Murray, Georgia 45,18%
2. Quận Geneva, Alabama 46,48%
3. Quận Douglas, Georgia 46,75%
4. Quận Linn, Oregon 46,77%
5. Quận Fresno, California 47,41%